# Великобритания на летних Олимпийских играх 2016
Великобритания на летних Олимпийских играх 2016 была представлена 366 спортсменами в 23 видах спорта. Знаменосцем сборной Великобритании на церемонии открытия Игр стал олимпийский чемпион 2012 года и трёхкратный победитель турниров Большого шлема Энди Маррей, а на церемонии закрытия — хоккеистка Кейт Ричардсон-Уолш, завоевавшая в составе сборной золотую медаль. По итогам соревнований на счету британских спортсменов было 27 золотых, 23 серебряных и 27 бронзовых медалей, что позволило сборной Великобритании впервые в истории занять 2-е место в неофициальном медальном зачёте. Игры 2016 года стали вторыми в истории по количеству наград. На домашних Играх 1908 года спортсмены из Великобритании завоевали в общей сложности 146 медалей, при этом единственный раз в истории выиграв неофициальный медальный зачёт.

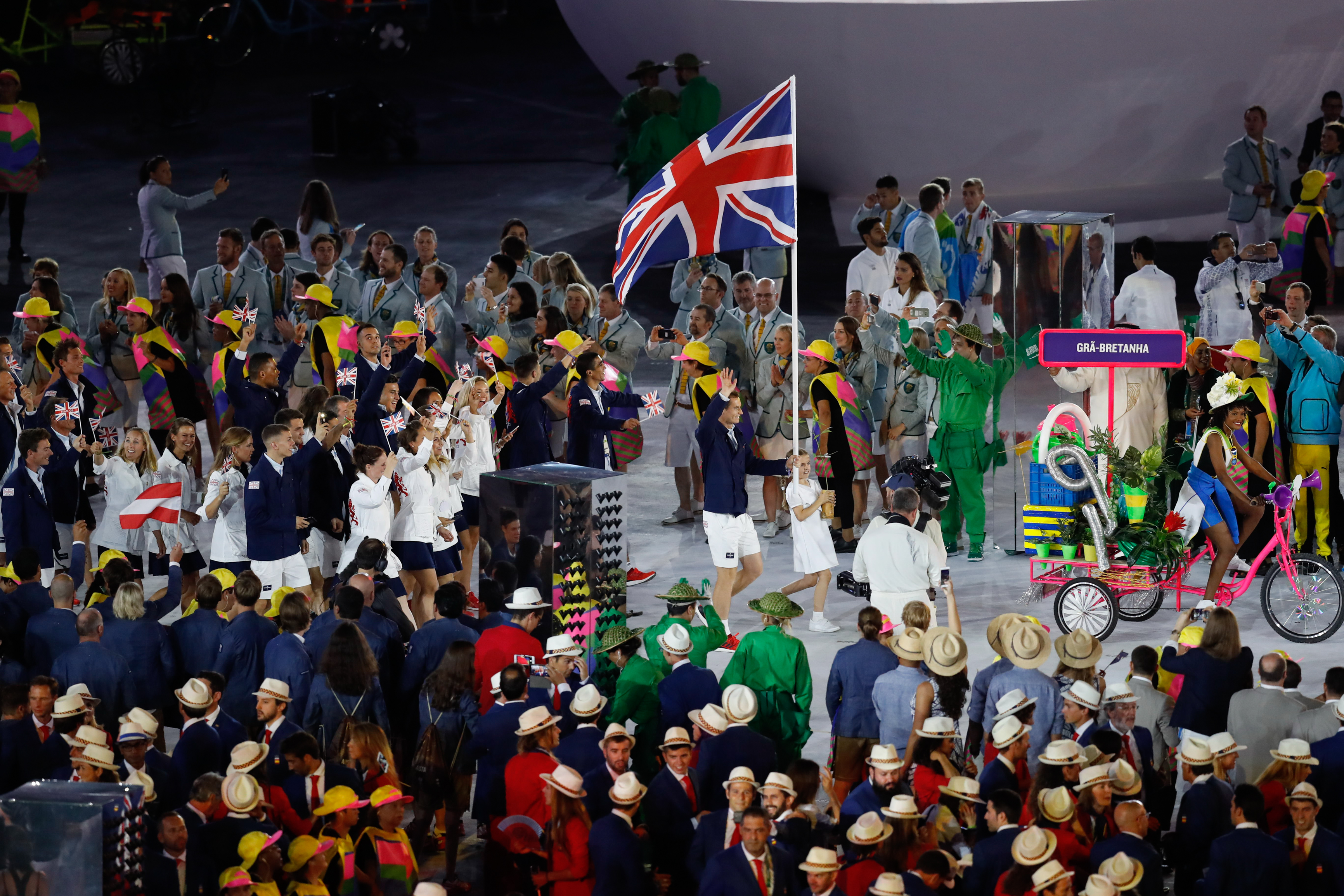
Спортсмены Великобритании во время парада наций на церемонии открытия Олимпийских игр

## Медали
| Золото  | |                                                            |            |
| №       | Спортсмены | Вид спорта (дисциплина)                                    | Дата       |
| 1       | Адам Пити | Плавание (100 метров брассом, мужчины)                     | 7 августа  |
| 2       | Джозеф Кларк | Гребля на байдарках и каноэ (гребной слалом, K-1, мужчины) | 10 августа |
| 3       | Джек Ло Крис Мирс | Прыжки в воду (синхронный трамплин, 3 метра, мужчины)      | 10 августа |
| 4       | Джейсон Кенни Каллум Скиннер Филип Хайндс | Велоспорт (командный спринт, мужчины)                      | 11 августа |
| 5       | Алекс Грегори Мохамед Сбихи Джордж Нэш Константин Лулудис | Академическая гребля (четвёрки, мужчины)                   | 12 августа |
| 6       | Хелен Гловер Хизер Стэннинг | Академическая гребля (двойки, женщины)                     | 12 августа |
| 7       | Стивен Бёрк Эд Клэнси Оуэйн Доулл Брэдли Уиггинс | Велоспорт (командная гонка преследования, мужчины)         | 12 августа |
| 8       | Скотт Дюрант Том Рэнсли Эндрю Триггз-Ходж Мэтт Готрел Пит Рид Пол Беннетт Мэтт Лэнгридж Уильям Сэтч Филан Хилл | Академическая гребля (восьмёрки, мужчины)                  | 13 августа |
| 9       | Кэти Арчибальд Элинор Баркер Джоанна Роуселл Лора Тротт | Велоспорт (командная гонка преследования, женщины)         | 13 августа |
| 10      | Мохаммед Фарах | Лёгкая атлетика (бег на 10 000 метров, мужчины)            | 13 августа |
| 11      | Джейсон Кенни | Велоспорт (спринт, мужчины)                                | 14 августа |
| 12      | Джастин Роуз | Гольф (мужчины)                                            | 14 августа |
| 13      | Макс Уитлок | Спортивная гимнастика (вольные упражнения, мужчины)        | 14 августа |
| 14      | Макс Уитлок | Спортивная гимнастика (конь, мужчины)                      | 14 августа |
| 15      | Энди Маррей | Теннис (одиночный разряд, мужчины)                         | 14 августа |
| 16      | Шарлотта Дюжарден | Конный спорт (личная выездка)                              | 15 августа |
| 17      | Джейсон Кенни | Велоспорт (кейрин, мужчины)                                | 16 августа |
| 18      | Лора Тротт | Велоспорт (омниум, женщины)                                | 16 августа |
| 19      | Джайлз Скотт | Парусный спорт (Финн, мужчины)                             | 16 августа |
| 20      | Саския Кларк Ханна Миллс | Парусный спорт (470, женщины)                              | 18 августа |
| 21      | Алистер Браунли | Триатлон (мужчины)                                         | 18 августа |
| 22      | Джейд Джонс | Тхэквондо (до 57 кг, женщины)                              | 18 августа |
| 23      | Ник Скелтон | Конный спорт (личный конкур)                               | 19 августа |
| 24      | Женская сборная по хоккею на траве Лора Ансуорт Софи Брэй Алекс Дэнсон Криста Каллен Сэм Квек Шона Маккаллин Ханна Маклеод Лили Оусли Кейт Ричардсон-Уолш Хелен Ричардсон-Уолш Сюзанна Таунсенд Джорджи Туигг Никола Уайт Мэдди Хинч Джизель Энсли Холли Уэбб | Хоккей на траве (женщины)                                  | 19 августа |
| 25      | Никола Адамс | Бокс (до 51 кг, женщины)                                   | 20 августа |
| 26      | Лиам Хит | Гребля на байдарках и каноэ (K-1, 200 метров, мужчины)     | 20 августа |
| 27      | Мохаммед Фарах | Лёгкая атлетика (бег на 5000 метров, мужчины)              | 20 августа |
| Серебро | |                                                            |            |
| №       | Спортсмены | Вид спорта (дисциплина)                                    | Дата       |
| 1       | Джазмин Карлин | Плавание (400 метров вольным стилем, женщины)              | 7 августа  |
| 2       | Стивен Милн Данкан Скотт Дэниел Уоллес Джеймс Гай Роберт Ренвик | Плавание (4×200 метров вольным стилем, мужчины)            | 9 августа  |
| 3       | Шивон-Мари О’Коннор | Плавание (200 метров комплексным плаванием, женщины)       | 9 августа  |
| 4       | Кэтрин Грейнджер Виктория Торнли | Академическая гребля (двойки парные, женщины)              | 11 августа |
| 5       | Дэвид Флоренс Ричард Хаунслоу | Гребля на байдарках и каноэ (гребной слалом, C-2, мужчины) | 11 августа |
| 6       | Мужская сборная по регби-7 Марк Беннетт Фил Бёрджес Дэн Бибби Джеймс Дэвис Сэм Кросс Олли Линдсей-Хейг Рори Макконохи Том Митчелл Дэн Нортон Марк Робертсон Джеймс Родуэлл Маркус Уотсон                                                                      | Регби-7 (мужчины)                                          | 11 августа |
| 7       | Фиона Бигвуд Шарлотта Дюжарден Спенсер Уилтон Карл Хестер | Конный спорт (командная выездка)                           | 12 августа |
| 8       | Джазмин Карлин | Плавание (800 метров вольным стилем, женщины)              | 12 августа |
| 9       | Бриони Пейдж | Прыжки на батуте (женщины)                                 | 12 августа |
| 10      | Кэтрин Гривз Мелани Уилсон Фрэнсис Хотон Полли Суонн Джессика Эдди Оливия Карнеги-Браун Карен Беннетт Зои Ли Зои Де Толедо | Академическая гребля (восьмёрки, женщины)                  | 13 августа |
| 11      | Джессика Эннис-Хилл | Лёгкая атлетика (семиборье, женщины)                       | 13 августа |
| 12      | Ребекка Джеймс | Велоспорт (кейрин, женщины)                                | 13 августа |
| 13      | Кристофер Уолкер-Хебборн Адам Пити Джеймс Гай Данкан Скотт | Плавание (эстафета 4×100 метров комбинированная, мужчины)  | 13 августа |
| 14      | Каллум Скиннер | Велоспорт (спринт, мужчины)                                | 14 августа |
| 15      | Ник Демпси | Парусный спорт (RS:X, мужчины)                             | 14 августа |
| 16      | Луис Смит | Спортивная гимнастика (конь, мужчины)                      | 14 августа |
| 17      | Марк Кавендиш | Велоспорт (омниум, мужчины)                                | 15 августа |
| 18      | Ребекка Джеймс | Велоспорт (спринт, женщины)                                | 16 августа |
| 19      | Джек Ло | Прыжки в воду (трамплин, 3 метра, мужчины)                 | 16 августа |
| 20      | Лиам Хит Джонатан Скофилд | Гребля на байдарках и каноэ (K-2, 200 метров, мужчины)     | 18 августа |
| 21      | Джонатан Браунли | Триатлон (мужчины)                                         | 18 августа |
| 22      | Лутало Мухаммад | Тхэквондо (до 80 кг, мужчины)                              | 19 августа |
| 23      | Джозеф Джойс | Бокс (свыше 91 кг, мужчины)                                | 21 августа |
| Бронза  | |                                                            |            |
| №       | Спортсмены | Вид спорта (дисциплина)                                    | Дата       |
| 1       | Томас Дейли Даниэль Гудфеллоу | Прыжки в воду (синхронная вышка, 10 метров, мужчины)       | 8 августа  |
| 2       | Эдвард Линг | Стрельба (трап, мужчины)                                   | 8 августа  |
| 3       | Крис Фрум | Велоспорт (раздельная шоссейная гонка, мужчины)            | 10 августа |
| 4       | Салли Конвэй | Дзюдо (до 70 кг, женщины)                                  | 10 августа |
| 5       | Макс Уитлок | Спортивная гимнастика (личное многоборье, мужчины)         | 10 августа |
| 6       | Стивен Скотт | Стрельба (дубль-трап, мужчины)                             | 10 августа |
| 7       | Грег Разерфорд | Лёгкая атлетика (прыжки в длину, мужчины)                  | 13 августа |
| 8       | Софи Хитчон | Лёгкая атлетика (метание молота, женщины)                  | 15 августа |
| 9       | Джошуа Буатси | Бокс (до 81 кг, мужчины)                                   | 16 августа |
| 10      | Кэти Марчант | Велоспорт (спринт, женщины)                                | 16 августа |
| 11      | Эми Тинклер | Спортивная гимнастика (вольные упражнения, женщины)        | 16 августа |
| 12      | Нил Уилсон | Спортивная гимнастика (перекладина, мужчины)               | 16 августа |
| 13      | Маркус Эллис Крис Лэндридж | Бадминтон (парный разряд, мужчины)                         | 18 августа |
| 14      | Аша Филип Дезири Хенри Дина Эшер-Смит Дэрилл Нейта | Лёгкая атлетика (эстафета 4×100 метров, женщины)           | 19 августа |
| 15      | Эйлид Дойл Аника Онуора Эмили Даймонд Кристин Охуруогу Келли Мэсси | Лёгкая атлетика (эстафета 4×400 метров, женщины)           | 20 августа |
| 16      | Вики Холлэнд | Триатлон (женщины)                                         | 20 августа |
| 17      | Бианка Уокден | Тхэквондо (свыше 67 кг, женщины)                           | 20 августа |

## Состав сборной
Академическая гребля
1. Крис Бартли
2. Пол Беннетт
3. Джек Бомонт
4. Мэтт Готрел
5. Алекс Грегори
6. Ангус Грум
7. Скотт Дюрант
8. Стюарт Иннес
9. Джоно Клегг
10. Джон Коллинз
11. Алан Кэмпбелл
12. Питер Ламберт
13. Константин Лулудис
14. Мэтт Лэнгридж
15. Джордж Нэш
16. Пит Рид
17. Том Рэнсли
18. Мохамед Сбихи
19. Алан Синклер
20. Уильям Сэтч
21. Сэм Таунсенд
22. Эндрю Триггз-Ходж
23. Джонатан Уолтон
24. Уилл Флетчер
25. Филан Хилл
26. Питер Чемберс
27. Ричард Чемберс
28. Марк Элдред
29. Карен Беннетт
30. Хелен Гловер
31. Кэтрин Грейнджер
32. Кэтрин Гривз
33. Зои Де Толедо
34. Оливия Карнеги-Браун
35. Кэтрин Коупленд
36. Зои Ли
37. Хизер Стэннинг
38. Полли Суонн
39. Шарлотта Тейлор
40. Виктория Торнли
41. Мелани Уилсон
42. Фрэнсис Хотон
43. Джессика Эдди

 Бадминтон
1. Крис Лэндридж
2. Раджив Усеф
3. Крис Эдкок
4. Маркус Эллис
5. Кирсти Гилмур
6. Хизер Олвер
7. Лорен Смит
8. Габриэль Эдкок

 Бокс
1. Мухаммад Али
2. Каис Ашфак
3. Джошуа Буатси
4. Джозеф Джойс
5. Джош Келли
6. Джозеф Кордина
7. Пэт МакКормак
8. Лоуренс Околи
9. Энтони Фаулер
10. Джалаль Яфай
11. Никола Адамс
12. Саванна Маршалл

Велоспорт
 Шоссейный велоспорт
1. Адам Йейтс
2. Стив Каммингс
3. Иэн Стэннард
4. Герайнт Томас
5. Крис Фрум
6. Лиззи Армитстед
7. Эмма Пули
8. Никки Харрис

 Трековый велоспорт
1. Стивен Берк
2. Оуэйн Доулл
3. Марк Кавендиш
4. Джейсон Кенни
5. Эд Клэнси
6. Каллум Скиннер
7. Брэдли Уиггинс
8. Филип Хиндс
9. Кэти Арчибальд
10. Элинор Баркер
11. Ребекка Джеймс
12. Кейти Маршан
13. Джоанна Роуселл
14. Лора Тротт

 Маунтинбайк
1. Грант Фергюсон

 BMX
1. Лиам Филлипс
2. Кайл Эванс

 Гольф
1. Джастин Роуз
2. Дэнни Уиллетт
3. Катриона Мэттью
4. Чарли Халл

Гребля на байдарках и каноэ
 Гребля на гладкой воде
1. Джонатан Скофилд
2. Лиам Хит
3. Лани Белчер
4. Луиза Гурски
5. Рейчел Коуторн
6. Ребека Саймон
7. Джессика Уокер
8. Анджела Ханна

 Гребной слалом
1. Джозеф Кларк
2. Дэвид Флоренс
3. Ричард Хаунслоу
4. Фиона Пенни

 Дзюдо
1. Эшли Маккензи
2. Колин Оутс
3. Бенджамин Флетчер
4. Салли Конвэй
5. Натали Пауэлл
6. Некода Смит-Дэвис
7. Алис Шлезингер

 Конный спорт
1. Бенджамин Мар
2. Ник Скелтон
3. Спенсер Уилтон
4. Джон Уитакер
5. Майкл Уитакер
6. Уильям Фокс-Питт
7. Карл Хестер
8. Фиона Бигвуд
9. Шарлотта Дюжарден
10. Китти Кинг
11. Джемма Теттерсэл
12. Пиппа Фаннелл

 Лёгкая атлетика
1. Доминик Кинг
2. Цегай Тевелде
3. Дерек Хокинс
4. Каллум Хокинс
5. Грег Разерфорд
6. Квота 6
7. Квота 7
8. Квота 8
9. Квота 9
10. Квота 10
11. Квота 11
12. Квота 12
13. Квота 13
14. Квота 14
15. Квота 15
16. Квота 16
17. Квота 17
18. Квота 18
19. Квота 19
20. Квота 20
21. Квота 21
22. Квота 22
23. Квота 23
24. Квота 24
25. Квота 25
26. Квота 26
27. Квота 27
28. Квота 28
29. Квота 29
30. Квота 30
31. Квота 31
32. Квота 32
33. Квота 33
34. Квота 34
35. Квота 35
36. Квота 36
37. Квота 37
38. Квота 38
39. Квота 39
40. Квота 40
41. Квота 41
42. Квота 42
43. Квота 43
44. Квота 44
45. Элисон Диксон
46. Соня Сэмюэлс
47. Квота 47
48. Квота 48
49. Квота 49
50. Квота 50
51. Квота 51
52. Квота 52
53. Квота 53
54. Квота 54
55. Квота 55
56. Квота 56
57. Квота 57
58. Квота 58
59. Квота 59
60. Квота 60
61. Квота 61
62. Квота 62
63. Квота 63
64. Квота 64
65. Квота 65
66. Квота 66
67. Квота 67
68. Квота 68
69. Квота 69
70. Квота 70
71. Квота 71
72. Квота 72
73. Квота 73
74. Квота 74
75. Квота 75
76. Квота 76
77. Квота 77
78. Квота 78
79. Квота 79
80. Квота 80
81. Квота 81
82. Квота 82
83. Квота 83
84. Квота 84
85. Квота 85
86. Квота 86
87. Квота 87

 Настольный теннис
1. Пол Дринкхол
2. Лиам Питчфорд
3. Сэм Уокер

 Парусный спорт
1. Крис Груб
2. Ник Демпси
3. Люк Пейшенс
4. Бен Сакстон
5. Ален Син
6. Джайлз Скотт
7. Ник Томпсон
8. Дилан Флетчер
9. Николь Гровс
10. Шарлотта Добсон
11. Саския Кларк
12. Ханна Миллс
13. Брайони Шоу
14. Софи Эйнсуорт
15. Элисон Янг

 Плавание
1. Крейг Бенсон
2. Джек Бёрнелл
3. Джеймс Гай
4. Кэмерон Кёрл
5. Макс Литчфилд
6. Иейан Ллойд
7. Росс Мердок
8. Стивен Милн
9. Адам Пити
10. Бенджамин Прауд
11. Роберт Ренвик
12. Данкан Скотт
13. Эндрю Уиллис
14. Кристофер Уолкер-Хебборн
15. Дэниел Уоллес
16. Тимоти Шаттлворт
17. Джорджия Дэвис
18. Джазмин Карлин
19. Джорджия Коутс
20. Ханна Майли
21. Шивон-Мари О’Коннор
22. Кэри-Энн Пейн
23. Молли Реншоу
24. Хлоэ Таттон
25. Эйми Уиллмотт
26. Элли Фолкнер
27. Камилла Хаттерсли
28. Франческа Холсол

 Прыжки в воду
1. Фредди Вудворд
2. Даниэль Гудфеллоу
3. Томас Дейли
4. Джек Ло
5. Крис Мирс
6. Алисия Блэгг
7. Сара Бэрроу
8. Ребекка Галлантри
9. Тоня Кауч
10. Грейс Рид
11. Лоис Тулсон

 Прыжки на батуте
1. Квота 1
2. Квота 2
3. Квота 3

 Синхронное плавание
1. Кэти Кларк
2. Оливия Федеричи

 Современное пятиборье
1. Джейми Кук
2. Джозеф Чунг
3. Саманта Маррей
4. Кейт Френч

 Спортивная гимнастика
1. Бринн Бивэн
2. Луис Смит
3. Кристиан Томас
4. Найл Уилсон
5. Макс Уитлок
6. Ребекка Дауни
7. Элисса Дауни
8. Эми Тинклер
9. Клаудиа Фрэгапан
10. Руби Харольд

 Стрельба
1. Эдвард Линг
2. Тимоти Нил
3. Стивен Скотт
4. Елена Аллен
5. Дженнифер Макинтош
6. Эмбер Хилл

 Стрельба из лука
1. Патрик Хьюстон
2. Наоми Фолкард

 Теннис
1. Доминик Инглот
2. Джейми Маррей
3. Энди Маррей
4. Колин Флеминг
5. Кайл Эдмунд
6. Йоханна Конта
7. Хезер Уотсон

 Триатлон
1. Гордон Бенсон
2. Алистер Браунли
3. Джонатан Браунли
4. Хэлен Дженкинс
5. Нон Стэнфорд
6. Викки Холланд

 Тхэквондо
1. Квота 1
2. Квота 2
3. Квота 3
4. Квота 4

 Тяжёлая атлетика
1. Квота 1
2. Квота 2

 Фехтование
1. Джеймс Дэвис
2. Ричард Крузе
3. Лоренс Холстед

 Хоккей на траве
1. Квота 1
2. Квота 2
3. Квота 3
4. Квота 4
5. Квота 5
6. Квота 6
7. Квота 7
8. Квота 8
9. Квота 9
10. Квота 10
11. Квота 11
12. Квота 12
13. Квота 13
14. Квота 14
15. Квота 15
16. Квота 16
17. Квота 17
18. Квота 18
19. Квота 19
20. Квота 20
21. Квота 21
22. Квота 22
23. Квота 23
24. Квота 24
25. Квота 25
26. Квота 26
27. Квота 27
28. Квота 28
29. Квота 29
30. Квота 30
31. Квота 31
32. Квота 32

## Результаты соревнований

### Академическая гребля
В следующий раунд из каждого заезда проходят несколько лучших экипажей (в зависимости от дисциплины). В отборочный заезд попадают спортсмены, выбывшие в предварительном раунде. В финал A выходят 6 сильнейших экипажей, остальные разыгрывают места в утешительных финалах B-F.
Мужчины
| Соревнование              | Спортсмены | Предварительный заезд | Предварительный заезд | Предварительный заезд | Отборочный заезд | Отборочный заезд | Отборочный заезд | Четвертьфинал | Четвертьфинал | Четвертьфинал | Полуфинал     | Полуфинал     | Полуфинал     | Финал   | Финал   | Итоговое место |
| Соревнование              | Спортсмены | Заезд                 | Время                 | Место                 | Заезд            | Время            | Место            | Заезд         | Время         | Место         | Заезд         | Время         | Место         | Время   | Место   | Итоговое место |
| ------------------------- | --- | --------------------- | --------------------- | --------------------- | ---------------- | ---------------- | ---------------- | ------------- | ------------- | ------------- | ------------- | ------------- | ------------- | ------- | ------- | -------------- |
| одиночки                  | Алан Кэмпбелл | 4                     | 7:08,31               | 1 Q                   | не участвовал    | не участвовал    | не участвовал    | 4             | 6:49,41       | 2 Q           | Полуфинал A/B | Полуфинал A/B | Полуфинал A/B | Финал B | Финал B | 12             |
| одиночки                  | Алан Кэмпбелл | 4                     | 7:08,31               | 1 Q                   | не участвовал    | не участвовал    | не участвовал    | 4             | 6:49,41       | 2 Q           | 2             | 7:09,54       | 4 QB          | DNS     | —       | 12             |
| двойки                    | Алан Синклер Стюарт Иннес                                                                                                | 2                     | 6:50,77               | 2 Q                   | не участвовали   | не участвовали   | не участвовали   | не проводится | не проводится | не проводится | 2             | 6:26,37       | 2 Q           | Финал A | Финал A | 4              |
| двойки                    | Алан Синклер Стюарт Иннес                                                                                                | 2                     | 6:50,77               | 2 Q                   | не участвовали   | не участвовали   | не участвовали   | не проводится | не проводится | не проводится | 2             | 6:26,37       | 2 Q           | 7:07,99 | 4       | 4              |
| двойки парные             | Джонатан Уолтон Джон Коллинз                                                                                             | 1                     | 6:43,93               | 4                     | 1                | 6:19,60          | 1 Q              | не проводится | не проводится | не проводится | 1             | 6:13,83       | 3 QA          | Финал A | Финал A | 5              |
| двойки парные             | Джонатан Уолтон Джон Коллинз                                                                                             | 1                     | 6:43,93               | 4                     | 1                | 6:19,60          | 1 Q              | не проводится | не проводится | не проводится | 1             | 6:13,83       | 3 QA          | 7:01,25 | 5       | 5              |
| двойки парные, лёгкий вес | Уилл Флетчер Ричард Чемберс                                                                                              | 4                     | 6:25,62               | 2 Q                   | не участвовали   | не участвовали   | не участвовали   | не проводится | не проводится | не проводится | Полуфинал A/B | Полуфинал A/B | Полуфинал A/B | Финал   | Финал   |                |
| двойки парные, лёгкий вес | Уилл Флетчер Ричард Чемберс                                                                                              | 4                     | 6:25,62               | 2 Q                   | не участвовали   | не участвовали   | не участвовали   | не проводится | не проводится | не проводится |               |               |               |         |         |                |
| четвёрки                  | Алекс Грегори Мохамед Сбихи Джордж Нэш Константин Лулудис                                                                | 3                     | 5:55,59               | 1 Q                   | не участвовали   | не участвовали   | не участвовали   | не проводится | не проводится | не проводится |               |               |               | Финал   | Финал   |                |
| четвёрки                  | Алекс Грегори Мохамед Сбихи Джордж Нэш Константин Лулудис                                                                | 3                     | 5:55,59               | 1 Q                   | не участвовали   | не участвовали   | не участвовали   | не проводится | не проводится | не проводится |               |               |               |         |         |                |
| четвёрки, лёгкий вес      | Крис Бартли Марк Элдред Джоно Клегг Питер Чемберс                                                                        | 2                     | 6:01,27               | 2 Q                   | не участвовали   | не участвовали   | не участвовали   | не проводится | не проводится | не проводится | 1             | 6:10,46       | 4 QB          | Финал B | Финал B |                |
| четвёрки, лёгкий вес      | Крис Бартли Марк Элдред Джоно Клегг Питер Чемберс                                                                        | 2                     | 6:01,27               | 2 Q                   | не участвовали   | не участвовали   | не участвовали   | не проводится | не проводится | не проводится | 1             | 6:10,46       | 4 QB          |         |         |                |
| четвёрки парные           | Джек Бомонт Сэм Таунсенд Ангус Грум Питер Ламберт                                                                        | 2                     | 5:52,77               | 4                     | 1                | 5:53,10          | 2 QA             | не проводится | не проводится | не проводится | не проводится | не проводится | не проводится | Финал A | Финал A |                |
| четвёрки парные           | Джек Бомонт Сэм Таунсенд Ангус Грум Питер Ламберт                                                                        | 2                     | 5:52,77               | 4                     | 1                | 5:53,10          | 2 QA             | не проводится | не проводится | не проводится | не проводится | не проводится | не проводится |         |         |                |
| восьмёрки                 | Скотт Дюрант Том Рэнсли Эндрю Триггз-Ходж Мэтт Готрел Пит Рид Пол Беннетт Мэтт Лэнгридж Уильям Сэтч Филан Хилл (рулевой) | 1                     | 5:34,23               | 1 QA                  | не участвовали   | не участвовали   | не участвовали   | не проводится | не проводится | не проводится | не проводится | не проводится | не проводится | Финал A | Финал A |                |
| восьмёрки                 | Скотт Дюрант Том Рэнсли Эндрю Триггз-Ходж Мэтт Готрел Пит Рид Пол Беннетт Мэтт Лэнгридж Уильям Сэтч Филан Хилл (рулевой) | 1                     | 5:34,23               | 1 QA                  | не участвовали   | не участвовали   | не участвовали   | не проводится | не проводится | не проводится | не проводится | не проводится | не проводится |         |         |                |

Женщины
| Соревнование              | Спортсмены | Предварительный заезд | Предварительный заезд | Предварительный заезд | Отборочный заезд | Отборочный заезд | Отборочный заезд | Четвертьфинал | Четвертьфинал | Четвертьфинал | Полуфинал     | Полуфинал     | Полуфинал     | Финал   | Финал   | Итоговое место |
| Соревнование              | Спортсмены | Заезд                 | Время                 | Место                 | Заезд            | Время            | Место            | Заезд         | Время         | Место         | Заезд         | Время         | Место         | Время   | Место   | Итоговое место |
| ------------------------- | --- | --------------------- | --------------------- | --------------------- | ---------------- | ---------------- | ---------------- | ------------- | ------------- | ------------- | ------------- | ------------- | ------------- | ------- | ------- | -------------- |
| двойки                    | Хелен Гловер Хизер Стэннинг | 1                     | 7:05,05               | 1 Q                   | не участвовали   | не участвовали   | не участвовали   | не проводится | не проводится | не проводится |               |               |               | Финал   | Финал   |                |
| двойки                    | Хелен Гловер Хизер Стэннинг | 1                     | 7:05,05               | 1 Q                   | не участвовали   | не участвовали   | не участвовали   | не проводится | не проводится | не проводится |               |               |               |         |         |                |
| двойки парные             | Виктория Торнли Кэтрин Грейнджер | 1                     | 7:05,32               | 2 Q                   | не участвовали   | не участвовали   | не участвовали   | не проводится | не проводится | не проводится | 2             | 6:52,47       | 2 Q           | Финал A | Финал A |                |
| двойки парные             | Виктория Торнли Кэтрин Грейнджер | 1                     | 7:05,32               | 2 Q                   | не участвовали   | не участвовали   | не участвовали   | не проводится | не проводится | не проводится | 2             | 6:52,47       | 2 Q           |         |         |                |
| двойки парные, лёгкий вес | Шарлотта Тейлор Кэтрин Коупленд | 1                     | 7:10,25               | 5                     | 1                | 8:05,70          | 3                | не проводится | не проводится | не проводится | Полуфинал C/D | Полуфинал C/D | Полуфинал C/D | Финал   | Финал   |                |
| двойки парные, лёгкий вес | Шарлотта Тейлор Кэтрин Коупленд | 1                     | 7:10,25               | 5                     | 1                | 8:05,70          | 3                | не проводится | не проводится | не проводится |               |               |               |         |         |                |
| восьмёрки                 | Кэтрин Гривз Мелани Уилсон Фрэнсис Хотон Полли Суонн Джессика Эдди Оливия Карнеги-Браун Карен Беннетт Зои Ли Зои Де Толедо (рулевая) | 2                     | 6:09,52               | 1 QA                  | не участвовали   | не участвовали   | не участвовали   | не проводится | не проводится | не проводится | не проводится | не проводится | не проводится | Финал A | Финал A |                |
| восьмёрки                 | Кэтрин Гривз Мелани Уилсон Фрэнсис Хотон Полли Суонн Джессика Эдди Оливия Карнеги-Браун Карен Беннетт Зои Ли Зои Де Толедо (рулевая) | 2                     | 6:09,52               | 1 QA                  | не участвовали   | не участвовали   | не участвовали   | не проводится | не проводится | не проводится | не проводится | не проводится | не проводится |         |         |                |

### Бадминтон
Одиночный разряд
| Соревнование | Спортсмены    | Групповой этап | Групповой этап | Групповой этап | 1/8 финала | 1/4 финала | 1/2 финала | Финал | Итоговое место |
| Соревнование | Спортсмены    | 1 матч         | 2 матч         | Место          | 1/8 финала | 1/4 финала | 1/2 финала | Финал | Итоговое место |
| ------------ | ------------- | -------------- | -------------- | -------------- | ---------- | ---------- | ---------- | ----- | -------------- |
| мужчины      | Раджив Усеф   | Группа         | Группа         | Группа         |            |            |            |       |                |
| мужчины      | Раджив Усеф   |                |                |                |            |            |            |       |                |
| женщины      | Кирсти Гилмур | Группа         | Группа         | Группа         |            |            |            |       |                |
| женщины      | Кирсти Гилмур |                |                |                |            |            |            |       |                |

Парный разряд
| Соревнование | Спортсмены                 | Групповой этап | Групповой этап | Групповой этап | Групповой этап | 1/4 финала | 1/2 финала | Финал | Итоговое место |
| Соревнование | Спортсмены                 | 1 матч         | 2 матч         | 3 матч         | Место          | 1/4 финала | 1/2 финала | Финал | Итоговое место |
| ------------ | -------------------------- | -------------- | -------------- | -------------- | -------------- | ---------- | ---------- | ----- | -------------- |
| мужчины      | Маркус Эллис Крис Лэндридж | Группа         | Группа         | Группа         | Группа         |            |            |       |                |
| мужчины      | Маркус Эллис Крис Лэндридж |                |                |                |                |            |            |       |                |
| женщины      | Хизер Олвер Лорен Смит     | Группа         | Группа         | Группа         | Группа         |            |            |       |                |
| женщины      | Хизер Олвер Лорен Смит     |                |                |                |                |            |            |       |                |
| микст        | Крис Эдкок Габриэль Эдкок  | Группа         | Группа         | Группа         | Группа         |            |            |       |                |
| микст        | Крис Эдкок Габриэль Эдкок  |                |                |                |                |            |            |       |                |

### Бокс
Квоты, завоёванные спортсменами являются именными. Если от одной страны путёвки на Игры завоюют два и более спортсмена, то право выбора боксёра предоставляется национальному Олимпийскому комитету. Соревнования по боксу проходят по системе плей-офф. Для победы в олимпийском турнире боксёру необходимо одержать либо четыре, либо пять побед в зависимости от жеребьёвки соревнований. Оба спортсмена, проигравшие в полуфинальных поединках, становятся обладателями бронзовых наград.
Мужчины
| Категория   | Спортсмены     | Первый раунд           | Второй раунд          | Четвертьфинал        | Полуфинал               | Финал                | Место                |
| Категория   | Спортсмены     | Соперник Результат     | Соперник Результат    | Соперник Результат   | Соперник Результат      | Соперник Результат   | Место                |
| ----------- | -------------- | ---------------------- | --------------------- | -------------------- | ----------------------- | -------------------- | -------------------- |
| до 49 кг    | Джалаль Яфай   | CMRС. Фотсала В 3:0    | CUBХ. Архилагос П 1:2 | завершил выступление | завершил выступление    | завершил выступление | завершил выступление |
| до 52 кг    | Мухаммад Али   | не участвовал          | VENЙ. Финоль П 0:3    | завершил выступление | завершил выступление    | завершил выступление | завершил выступление |
| до 56 кг    | Каис Ашфак     | THAЧ. Бутди П 0:3      | завершил выступление  | завершил выступление | завершил выступление    | завершил выступление | завершил выступление |
| до 60 кг    | Джозеф Кордина | PHIЧ. Суарес В 2:1     | UZBХ. Тожибаев П 0:2  | завершил выступление | завершил выступление    | завершил выступление | завершил выступление |
| до 64 кг    | Пэт Маккормак  | KAZА. Жусупов В 2:1    | CUBЯ. Толедо П 1:2    | завершил выступление | завершил выступление    | завершил выступление | завершил выступление |
| до 69 кг    | Джош Келли     | EGYВ. Мохамед В 3:0    | KAZД. Елеусинов П 0:3 | завершил выступление | завершил выступление    | завершил выступление | завершил выступление |
| до 75 кг    | Энтони Фаулер  | KAZЖ. Алимханулы П 0:3 | завершил выступление  | завершил выступление | завершил выступление    | завершил выступление | завершил выступление |
| до 81 кг    | Джошуа Буатси  | UGAК. Катенде В TKO    | UZBЭ. Расулов В KO    | ALGА. Беншабла В 3:0 | KAZА. Ниязымбетов П 0:3 | завершил выступление | 3                    |
| до 91 кг    | Лоуренс Околи  | POLИ. Якубовский В 3:0 | CUBЭ. Савон (2) П 0:3 | завершил выступление | завершил выступление    | завершил выступление | завершил выступление |
| свыше 91 кг | Джозеф Джойс   | не участвовал          | CPVД. Мораиш В TKO    | UZBБ. Джалолов В 3:0 | KAZИ. Дычко В 3:0       | FRAТ. Йока П 1:2     | 2                    |

Женщины
| Категория | Спортсмены      | Первый раунд               | Четвертьфинал           | Полуфинал              | Финал                 | Место                 |
| Категория | Спортсмены      | Соперник Результат         | Соперник Результат      | Соперник Результат     | Соперник Результат    | Место                 |
| --------- | --------------- | -------------------------- | ----------------------- | ---------------------- | --------------------- | --------------------- |
| до 51 кг  | Никола Адамс    | не участвовала             | UKRТатьяна Коб В 3:0    | CHNЖэнь Цаньцань В 3:0 | FRAСара Урамун В 3:0  | 1                     |
| до 75 кг  | Саванна Маршалл | SWEАнна Лаурелль Нэш В 3:0 | NEDНаухка Фонтейн П 0-2 | завершила выступление  | завершила выступление | завершила выступление |

### Велоспорт

#### Шоссейный велоспорт
Мужчины
| Соревнование     | Спортсмены    | Время      | Место | Отставание |
| ---------------- | ------------- | ---------- | ----- | ---------- |
| групповая гонка  | Герайнт Томас | 6:12:34    | 11    | +2:29      |
| групповая гонка  | Крис Фрум     | 6:13:03    | 12    | +2:58      |
| групповая гонка  | Адам Йейтс    | 6:13:08    | 15    | +3:03      |
| групповая гонка  | Стив Каммингс | DNF        | DNF   | DNF        |
| групповая гонка  | Иэн Стэннард  | DNF        | DNF   | DNF        |
| раздельная гонка | Крис Фрум     | 1:13:17,54 | 3     | +1:02,12   |
| раздельная гонка | Герайнт Томас | 1:14:52,85 | 9     | +2:37,43   |

Женщины
| Соревнование     | Спортсмены      | Время    | Место | Отставание |
| ---------------- | --------------- | -------- | ----- | ---------- |
| групповая гонка  | Лиззи Армитстед | 3:51:47  | 5     | +0:20      |
| групповая гонка  | Никки Харрис    | 4:03:34  | 52    | +12:07     |
| групповая гонка  | Эмма Пули       | 4:09:12  | 53    | +17:45     |
| раздельная гонка | Эмма Пули       | 46:31,98 | 14    | +2:05,56   |

#### Трековый велоспорт
Командная гонка преследования
| Соревнование | Спортсмены                                              | Квалификация | Квалификация | Полуфинал      | Полуфинал | Финал          | Место |
| Соревнование | Спортсмены                                              | Время        | Место        | Соперник Время | Место     | Соперник Время | Место |
| ------------ | ------------------------------------------------------- | ------------ | ------------ | -------------- | --------- | -------------- | ----- |
| мужчины      | Стивен Берк Эд Клэнси Оуэйн Доулл Брэдли Уиггинс        |              |              |                |           |                |       |
| женщины      | Кэти Арчибальд Элинор Баркер Джоанна Роуселл Лора Тротт |              |              |                |           |                |       |

Спринт
После победы в командном спринте для участия в индивидуальных соревнованиях приняли действующий олимпийский чемпион Джейсон Кенни и дебютант Игр Каллум Скиннер. По ходу предварительных раундов британские велогонщики лишь раз уступили в заезде. В первом полуфинальном заезде Кенни уступил россиянину Денису Дмитриеву. В «британском» финале сильнее оказался Кенни, который выиграв спринт довёл число своих побед на Олимпийских играх до 5, а Скиннер завоевал вторую медаль Игр в Рио-де-Жанейро.
| Соревнование | Спортсмены     | Квалификация   | Квалификация | Раунд 1                  | Утешительный заезд | Раунд 2                  | Утешительный заезд | Четвертьфинал                     | Полуфинал                                 | Финал                           | Место |
| Соревнование | Спортсмены     | Время Скорость | Место        | Соперник Время           | Соперники Время    | Соперник Время           | Соперники Время    | Соперник Время                    | Соперник Время                            | Соперники Время                 | Место |
| ------------ | -------------- | -------------- | ------------ | ------------------------ | ------------------ | ------------------------ | ------------------ | --------------------------------- | ----------------------------------------- | ------------------------------- | ----- |
| мужчины      | Джейсон Кенни  | 9,551 75,384   | 1 Q          | GERМ. Леви В 10,245      | не участвовал      | COLФ. Пуэрта В 10,369    | не участвовал      | AUSП. Констейбл В 10,341 В 10,219 | RUSД. Дмитриев П +0,043 В 10,048 В 10,071 | GBRК. Скиннер В 10,164 В 9,916  | 1     |
| мужчины      | Каллум Скиннер | 9,703 74,203   | 2 Q          | AUSП. Констейбл В 10,254 | не участвовал      | AUSП. Констейбл В 10,359 | не участвовал      | CHNСюй Чао В 10,299 В 10,212      | AUSМэттью Глетцер В 10,119 В 10,244       | GBRК. Скиннер П +0,113 П +0,086 | 2     |
| женщины      | Ребекка Джеймс |                |              |                          |                    |                          |                    |                                   |                                           |                                 |       |
| женщины      | Кейти Маршан   |                |              |                          |                    |                          |                    |                                   |                                           |                                 |       |

Командный спринт
| Соревнование | Спортсмены                               | Квалификация   | Квалификация | Полуфинал               | Полуфинал | Финал                   | Место |
| Соревнование | Спортсмены                               | Время Скорость | Место        | Соперник Время Скорость | Место     | Соперник Время Скорость | Место |
| ------------ | ---------------------------------------- | -------------- | ------------ | ----------------------- | --------- | ----------------------- | ----- |
| мужчины      | Джейсон Кенни Каллум Скиннер Филип Хиндс |                |              |                         |           |                         |       |

Кейрин
| Соревнование | Спортсмены     | Первый раунд | Первый раунд | Утешительный заезд | Утешительный заезд | Второй раунд | Второй раунд | Финал | Итоговое место |
| Соревнование | Спортсмены     | Заезд        | Место        | Заезд              | Место              | Заезд        | Место        | Место | Итоговое место |
| ------------ | -------------- | ------------ | ------------ | ------------------ | ------------------ | ------------ | ------------ | ----- | -------------- |
| мужчины      | Джейсон Кенни  |              |              |                    |                    |              |              |       |                |
| мужчины      | Каллум Скиннер |              |              |                    |                    |              |              |       |                |
| женщины      | Ребекка Джеймс |              |              |                    |                    |              |              |       |                |

Омниум
| Соревнование | Спортсмены    | Круг с хода | Круг с хода | Гонка по очкам | Гонка по очкам | Гонка с выбыванием | Гонка преследования | Гонка преследования | Скретч | Гит с места | Гит с места | Сумма очков | Итоговое место |
| Соревнование | Спортсмены    | Время       | Место       | Очки           | Место          | Место              | Время               | Место               | Место  | Время       | Место       | Сумма очков | Итоговое место |
| ------------ | ------------- | ----------- | ----------- | -------------- | -------------- | ------------------ | ------------------- | ------------------- | ------ | ----------- | ----------- | ----------- | -------------- |
| мужчины      | Марк Кавендиш |             |             |                |                |                    |                     |                     |        |             |             |             |                |
| женщины      | Лора Тротт    |             |             |                |                |                    |                     |                     |        |             |             |             |                |

#### Маунтинбайк
Мужчины
| Соревнование | Спортсмены     | Время | Место | Отставание |
| ------------ | -------------- | ----- | ----- | ---------- |
| кросс-кантри | Грант Фергюсон |       |       |            |

#### BMX
Мужчины
| Соревнование | Спортсмены   | Квалификация | Квалификация | 1\4 финала | 1\4 финала  | 1\4 финала  | 1\4 финала  | 1\4 финала  | 1\4 финала  | 1\4 финала | 1\4 финала | 1\2 финала | 1\2 финала  | 1\2 финала  | 1\2 финала  | 1\2 финала | 1\2 финала | Финал | Финал | Место |
| Соревнование | Спортсмены   | Время        | Место        | Заезд      | 1 гонка     | 2 гонка     | 3 гонка     | 4 гонка     | 5 гонка     | Всего      | Место      | Заезд      | 1 гонка     | 2 гонка     | 3 гонка     | Всего      | Место      | Финал | Финал | Место |
| Соревнование | Спортсмены   | Время        | Место        | Заезд      | Время Место | Время Место | Время Место | Время Место | Время Место | Всего      | Место      | Заезд      | Время Место | Время Место | Время Место | Всего      | Место      | Время | Место | Место |
| ------------ | ------------ | ------------ | ------------ | ---------- | ----------- | ----------- | ----------- | ----------- | ----------- | ---------- | ---------- | ---------- | ----------- | ----------- | ----------- | ---------- | ---------- | ----- | ----- | ----- |
| BMX          | Кайл Эванс   |              |              |            |             |             |             |             |             |            |            |            |             |             |             |            |            |       |       |       |
| BMX          | Лиам Филлипс |              |              |            |             |             |             |             |             |            |            |            |             |             |             |            |            |       |       |       |

### Водные виды спорта

#### Плавание
В следующий раунд на каждой дистанции проходят спортсмены, показавшие лучший результат, независимо от места, занятого в своём заплыве.
Мужчины
| Дистанция                        | Спортсмены                                                 | Предварительный раунд | Предварительный раунд | Предварительный раунд | Полуфинал                                         | Полуфинал                                         | Полуфинал                                         | Финал                | Финал                |
| Дистанция                        | Спортсмены                                                 | Заплыв                | Результат             | Место                 | Заплыв                                            | Результат                                         | Место                                             | Результат            | Место                |
| -------------------------------- | ---------------------------------------------------------- | --------------------- | --------------------- | --------------------- | ------------------------------------------------- | ------------------------------------------------- | ------------------------------------------------- | -------------------- | -------------------- |
| 50 метров вольным стилем         | Бенджамин Прауд                                            |                       |                       |                       |                                                   |                                                   |                                                   |                      |                      |
| 100 метров вольным стилем        | Данкан Скотт                                               | 5                     | 48,01                 | 3 Q                   | 2                                                 | 48,20                                             | 7 Q                                               |                      |                      |
| 100 метров вольным стилем        | Бенджамин Прауд                                            | 7                     | 49,14                 | 29                    | завершил выступление                              | завершил выступление                              | завершил выступление                              | завершил выступление | завершил выступление |
| 200 метров вольным стилем        | Джеймс Гай                                                 | 6                     | 1:46,13               | 5 Q                   | 1                                                 | 1:46,23                                           | 8 Q                                               | 1:45,49              | 4                    |
| 200 метров вольным стилем        | Кэмерон Кёрл                                               | 2                     | 1:49,08               | 35                    | завершил выступление                              | завершил выступление                              | завершил выступление                              | завершил выступление | завершил выступление |
| 400 метров вольным стилем        | Джеймс Гай                                                 | 7                     | 3:45,31               | 6 Q                   | не проводится                                     | не проводится                                     | не проводится                                     | 3:44,68              | 6                    |
| 400 метров вольным стилем        | Стивен Милн                                                | 7                     | 3:46.00               | 13                    | не проводится                                     | не проводится                                     | не проводится                                     | завершил выступление | завершил выступление |
| 1500 метров вольным стилем       | Стивен Милн                                                |                       |                       |                       | не проводится                                     | не проводится                                     | не проводится                                     |                      |                      |
| 1500 метров вольным стилем       | Тимоти Шаттлворт                                           |                       |                       |                       | не проводится                                     | не проводится                                     | не проводится                                     |                      |                      |
| 100 метров баттерфляем           | Джеймс Гай                                                 |                       |                       |                       |                                                   |                                                   |                                                   |                      |                      |
| 100 метров на спине              | Кристофер Уокер-Хебборн                                    | 4                     | 53,54                 | 10 Q                  | 1                                                 | 53,75                                             | 11                                                | завершил выступление | завершил выступление |
| 100 метров брассом               | Адам Пити                                                  | 6                     | 57,55                 | 1 Q                   | 2                                                 | 57,62                                             | 1 Q                                               | 57,13                | 1                    |
| 100 метров брассом               | Росс Мердок                                                | 6                     | 59,47                 | 9 Q                   | 1                                                 | 1:00,05                                           | 11                                                | завершил выступление | завершил выступление |
| 200 метров брассом               | Эндрю Уиллис                                               | 4                     | 2:08,92               | 3 Q                   | 2                                                 | 2:07,73                                           | 2 Q                                               |                      |                      |
| 200 метров брассом               | Крейг Бенсон                                               | 5                     | 2:11,19               | 15 Q                  | 2                                                 | 2:10,93                                           | 13                                                | завершил выступление | завершил выступление |
| 200 метров комплексным плаванием | Иейан Ллойд                                                | 4                     | 1:59,74               | 15 Q                  |                                                   |                                                   |                                                   |                      |                      |
| 200 метров комплексным плаванием | Дэниел Уоллес                                              | 3                     | 1:59,44               | 11 Q                  |                                                   |                                                   |                                                   |                      |                      |
| 400 метров комплексным плаванием | Макс Литчфилд                                              | 3                     | 4:11,95               | 5 Q                   | не проводится                                     | не проводится                                     | не проводится                                     | 4:11,62              | 4                    |
| Эстафета                         | Предварительный раунд                                      | Предварительный раунд | Предварительный раунд | Предварительный раунд | Финал                                             | Финал                                             | Финал                                             | Финал                | Финал                |
| Эстафета                         | Состав                                                     | Заплыв                | Результат             | Место                 | Состав                                            | Состав                                            | Состав                                            | Результат            | Место                |
| 4×200 метров вольным стилем      | Стивен Милн Роберт Ренвик Дэниел Уоллес Данкан Скотт       | 2                     | 7:06,31               | 1 Q                   | Стивен Милн Данкан Скотт Дэниел Уоллес Джеймс Гай | Стивен Милн Данкан Скотт Дэниел Уоллес Джеймс Гай | Стивен Милн Данкан Скотт Дэниел Уоллес Джеймс Гай | 7:03,13              | 2                    |
| 4×100 метров комбинированная     | Джеймс Гай Адам Пити Данкан Скотт Кристофер Уолкер-Хебборн |                       |                       |                       |                                                   |                                                   |                                                   |                      |                      |

Открытая вода
| Дистанция     | Спортсмены   | Результат | Место | Отставание |
| ------------- | ------------ | --------- | ----- | ---------- |
| 10 километров | Джек Бёрнелл |           |       |            |

Женщины
| Дистанция                        | Спортсмены                                                       | Предварительный раунд | Предварительный раунд | Предварительный раунд | Полуфинал             | Полуфинал             | Полуфинал             | Финал                 | Финал                 |
| Дистанция                        | Спортсмены                                                       | Заплыв                | Результат             | Место                 | Заплыв                | Результат             | Место                 | Результат             | Место                 |
| -------------------------------- | ---------------------------------------------------------------- | --------------------- | --------------------- | --------------------- | --------------------- | --------------------- | --------------------- | --------------------- | --------------------- |
| 50 метров вольным стилем         | Франческа Холсол                                                 |                       |                       |                       |                       |                       |                       |                       |                       |
| 200 метров вольным стилем        | Джорджия Коутс                                                   | 3                     | 1:59,33               | 27                    | завершила выступление | завершила выступление | завершила выступление | завершила выступление | завершила выступление |
| 200 метров вольным стилем        | Элли Фолкнер                                                     | 5                     | 2:00,51               | 32                    | завершила выступление | завершила выступление | завершила выступление | завершила выступление | завершила выступление |
| 400 метров вольным стилем        | Джазмин Карлин                                                   | 3                     | 4:02,83               | 2 Q                   | не проводится         | не проводится         | не проводится         | 4:01,23               | 2                     |
| 800 метров вольным стилем        | Джазмин Карлин                                                   |                       |                       |                       | не проводится         | не проводится         | не проводится         |                       |                       |
| 800 метров вольным стилем        | Камилла Хаттерсли                                                |                       |                       |                       | не проводится         | не проводится         | не проводится         |                       |                       |
| 200 метров баттерфляем           | Эйми Уиллмотт                                                    | 2                     | 2:09,71               | 19                    | завершила выступление | завершила выступление | завершила выступление | завершила выступление | завершила выступление |
| 100 метров на спине              | Джорджия Дэвис                                                   | 4                     | 59,86                 | 7 Q                   | 2                     | 59,85                 | 10                    | завершила выступление | завершила выступление |
| 100 метров брассом               | Хлоэ Таттон                                                      | 5                     | 1:06,88               | 12 Q                  | 1                     | 1:07,29               | 13                    | завершила выступление | завершила выступление |
| 100 метров брассом               | Молли Реншоу                                                     | 3                     | 1:07,92               | 23                    | завершила выступление | завершила выступление | завершила выступление | завершила выступление | завершила выступление |
| 200 метров брассом               | Молли Реншоу                                                     | 2                     | 2:23,37               | 5 Q                   |                       |                       |                       |                       |                       |
| 200 метров брассом               | Хлоэ Таттон                                                      | 3                     | 2:23,34               | 4 Q                   |                       |                       |                       |                       |                       |
| 200 метров комплексным плаванием | Шивон-Мари О’Коннор                                              | 4                     | 2:08,44               | 2 Q                   | 1                     | 2:07,57               | 1 Q                   | 2:06,88               | 2                     |
| 200 метров комплексным плаванием | Ханна Майли                                                      | 3                     | 2:11,84               | 12 Q                  | 1                     | 2:12,15               | 12                    | завершила выступление | завершила выступление |
| 400 метров комплексным плаванием | Ханна Майли                                                      | 5                     | 4:33,74               | 4 Q                   | не проводится         | не проводится         | не проводится         | 4:32,54               | 4                     |
| 400 метров комплексным плаванием | Эйми Уиллмотт                                                    | 4                     | 4:34,08               | 5 Q                   | не проводится         | не проводится         | не проводится         | 4:35,04               | 7                     |
| Эстафета                         | Предварительный раунд                                            | Предварительный раунд | Предварительный раунд | Предварительный раунд | Финал                 | Финал                 | Финал                 | Финал                 | Финал                 |
| Эстафета                         | Состав                                                           | Заплыв                | Результат             | Место                 | Состав                | Состав                | Состав                | Результат             | Место                 |
| 4×200 метров вольным стилем      | Шивон-Мари О’Коннор Джорджия Коутс Ханна Майли Камилла Хаттерсли | 2                     | 7:54,17               | 9                     | завершили выступление | завершили выступление | завершили выступление | завершили выступление | завершили выступление |
| 4×100 метров комбинированная     | Джорджия Дэвис Шивон-Мари О’Коннор Хлоэ Таттон Франческа Холсол  |                       |                       |                       |                       |                       |                       |                       |                       |

Открытая вода
| Дистанция     | Спортсмены    | Результат | Место | Отставание |
| ------------- | ------------- | --------- | ----- | ---------- |
| 10 километров | Кэри-Энн Пейн |           |       |            |

#### Прыжки в воду
Мужчины
| Соревнование                 | Спортсмены                    | Предварительный раунд | Предварительный раунд | Полуфинал     | Полуфинал     | Финал     | Финал |
| Соревнование                 | Спортсмены                    | Результат             | Место                 | Результат     | Место         | Результат | Место |
| ---------------------------- | ----------------------------- | --------------------- | --------------------- | ------------- | ------------- | --------- | ----- |
| трамплин, 3 метра            | Фредди Вудворд                |                       |                       |               |               |           |       |
| трамплин, 3 метра            | Джек Ло                       |                       |                       |               |               |           |       |
| вышка, 10 метров             | Томас Дейли                   |                       |                       |               |               |           |       |
| синхронный трамплин, 3 метра | Джек Ло Крис Мирс             | не проводится         | не проводится         | не проводится | не проводится | 454,32    | 1     |
| синхронная вышка, 10 метров  | Даниэль Гудфеллоу Томас Дейли | не проводится         | не проводится         | не проводится | не проводится | 444,45    | 3     |

Женщины
В индивидуальных прыжках с трёхметрового трамплина Великобританию представляли Грейс Рид и Ребекка Галлантри. И если Галлантри выбыла уже после предварительного раунда, то Рид смогла пробиться в финал. В квалификационных раундах Грейс ни разу не удавалось попасть в десятку сильнейших, но в финале британка смогла немного улучшить свои результаты. И хотя Рид не удалось составить конкуренцию лидерам соревнований, тем не менее, набрав по итогам пяти прыжков 318,60 балла, Грейс заняла итоговое 8-е место.
| Соревнование                 | Спортсмены                     | Предварительный раунд | Предварительный раунд | Полуфинал     | Полуфинал     | Финал     | Финал |
| Соревнование                 | Спортсмены                     | Результат             | Место                 | Результат     | Место         | Результат | Место |
| ---------------------------- | ------------------------------ | --------------------- | --------------------- | ------------- | ------------- | --------- | ----- |
| трамплин, 3 метра            | Грейс Рид                      | 304,95                | 14 Q                  | 314,25        | 11 Q          | 318,60    | 8     |
| трамплин, 3 метра            | Ребекка Галлантри              |                       |                       |               |               |           |       |
| вышка, 10 метров             | Сара Бэрроу                    |                       |                       |               |               |           |       |
| вышка, 10 метров             | Тоня Кауч                      |                       |                       |               |               |           |       |
| синхронный трамплин, 3 метра | Алисия Блэгг Ребекка Галлантри | не проводится         | не проводится         | не проводится | не проводится | 292,83    | 6     |
| синхронная вышка, 10 метров  | Тоня Кауч Лоис Тулсон          | не проводится         | не проводится         | не проводится | не проводится | 319,44    | 5     |

#### Синхронное плавание
По итогам квалификационного раунда в соревнованиях дуэтов в финал проходят 12 сильнейших сборных. В финале синхронистки исполняют только произвольную программу. Итоговая сумма складывается из результатов финальной произвольной программы и баллов, полученных дуэтами за техническую программу, исполненную в квалификационном раунде.
| Соревнование | Спортсмены                 | Квалификация          | Квалификация          | Квалификация           | Квалификация           | Квалификация | Квалификация | Финал                  | Финал                  | Итоговый результат    | Итоговый результат |
| Соревнование | Спортсмены                 | Техническая программа | Техническая программа | Произвольная программа | Произвольная программа | Всего        | Всего        | Произвольная программа | Произвольная программа | Итоговый результат    | Итоговый результат |
| Соревнование | Спортсмены                 | Баллы                 | Место                 | Баллы                  | Место                  | Баллы        | Место        | Баллы                  | Место                  | Баллы                 | Место              |
| ------------ | -------------------------- | --------------------- | --------------------- | ---------------------- | ---------------------- | ------------ | ------------ | ---------------------- | ---------------------- | --------------------- | ------------------ |
| дуэты        | Кэти Кларк Оливия Федеричи | 80,7650               | 15                    | 79,9667                | 18                     | 160,7317     | 17           | Завершили выступление  | Завершили выступление  | Завершили выступление | 17                 |

### Гимнастика

#### Спортивная гимнастика
В квалификационном раунде проходил отбор, как в финал командного многоборья, так и в финалы личных дисциплин. В финал индивидуального многоборья отбиралось 24 спортсмена с наивысшими результатами, а в финалы отдельных упражнений по 8 спортсменов, причём в финале личных дисциплин страна не могла быть представлена более, чем 2 спортсменами. В командном многоборье в квалификации на каждом снаряде выступали по 4 спортсмена, а в зачёт шли три лучших результата. В финале командных соревнований на каждом снаряде выступало по три спортсмена и все три результата шли в зачёт.
Мужчины
Многоборья
| Соревнование         | Спортсмены     | Квалификация        | Квалификация | Квалификация | Квалификация   | Квалификация        | Квалификация | Квалификация | Квалификация | Финал                | Финал                | Финал                | Финал                | Финал                | Финал                | Финал                | Финал                |
| Соревнование         | Спортсмены     | Вольные выступления | Конь         | Кольца       | Опорный прыжок | Параллельные брусья | Перекладина  | Всего        | Место        | Вольные выступления  | Конь                 | Кольца               | Опорный прыжок       | Параллельные брусья  | Перекладина          | Всего                | Место                |
| -------------------- | -------------- | ------------------- | ------------ | ------------ | -------------- | ------------------- | ------------ | ------------ | ------------ | -------------------- | -------------------- | -------------------- | -------------------- | -------------------- | -------------------- | -------------------- | -------------------- |
| личное многоборье    | Макс Уитлок    | 15,500              | 15,800       | 14,600       | 13,700         | 15,066              | 13,566       | 88,232       | 12 Q         | 15,200               | 15,875               | 14,733               | 15,133               | 15,000               | 14,700               | 90,641               | 3                    |
| личное многоборье    | Найл Уилсон    | 15,066              | 14,133       | 14,941       | 14,700         | 14,900              | 15,500       | 89,240       | 5 Q          | 14,900               | 14,066               | 14,933               | 15,000               | 15,700               | 14,966               | 89,565               | 8                    |
| личное многоборье    | Бринн Бивэн    | 14,233              | 14,733       | 14,333       | 14,133         | 14,966              | 14,366       | 86,764       | 17           | завершил выступление | завершил выступление | завершил выступление | завершил выступление | завершил выступление | завершил выступление | завершил выступление | завершил выступление |
| командное многоборье | Бринн Бивэн    | 14,233              | 14,733       | 14,333       | 14,133         | 14,966              | 14,366       |              |              |                      | 14,866               | 14,466               | 15,033               | 14,933               |                      |                      |                      |
| командное многоборье | Луис Смит      |                     | 15,700       |              |                |                     |              |              |              |                      | 14,766               |                      |                      |                      |                      |                      |                      |
| командное многоборье | Кристиан Томас | 15,233              |              | 14,166       | 14,233         |                     | 14,900       |              |              | 15,033               |                      |                      | 15,400               |                      | 14,833               |                      |                      |
| командное многоборье | Макс Уитлок    | 15,500              | 15,800       | 14,600       | 13,700         | 15,066              | 13,566       |              |              | 15,400               | 15,991               | 14,500               | 14,966               | 14,500               | 14,500               |                      |                      |
| командное многоборье | Найл Уилсон    | 15,066              | 14,133       | 14,941       | 14,700         | 14,900              | 15,500       |              |              | 14,666               |                      | 15,100               |                      | 15,133               | 15,666               |                      |                      |
| командное многоборье | Всего          | 45,799              | 46,223       | 43,874       | 43,066         | 44,932              | 44,766       | 268,670      | 5 Q          | 45,099               | 45,623               | 44,066               | 45,399               | 44,566               | 44,999               | 269,752              | 4                    |

Индивидуальные упражнения
| Соревнование        | Спортсмены     | Квалификация | Квалификация | Финал                | Финал                |
| Соревнование        | Спортсмены     | Очки         | Место        | Очки                 | Место                |
| ------------------- | -------------- | ------------ | ------------ | -------------------- | -------------------- |
| вольные упражнения  | Макс Уитлок    | 15,500       | 4 Q          |                      |                      |
| вольные упражнения  | Кристиан Томас | 15,233       | 7 Q          |                      |                      |
| вольные упражнения  | Найл Уилсон    | 15,066       | 13           | завершил выступление | завершил выступление |
| вольные упражнения  | Бринн Бивэн    | 14,233       | 36           | завершил выступление | завершил выступление |
| конь                | Макс Уитлок    | 15,800       | 1 Q          |                      |                      |
| конь                | Луис Смит      | 15,700       | 2 Q          |                      |                      |
| конь                | Бринн Бивэн    | 14,733       | 19           | завершил выступление | завершил выступление |
| конь                | Найл Уилсон    | 14,133       | 38           | завершил выступление | завершил выступление |
| кольца              | Найл Уилсон    | 14,941       | 14           | завершил выступление | завершил выступление |
| кольца              | Макс Уитлок    | 14,600       | 22           | завершил выступление | завершил выступление |
| кольца              | Бринн Бивэн    | 14,333       | 31           | завершил выступление | завершил выступление |
| кольца              | Кристиан Томас | 14,166       | 38           | завершил выступление | завершил выступление |
| параллельные брусья | Макс Уитлок    | 15,066       | 23           | завершил выступление | завершил выступление |
| параллельные брусья | Бринн Бивэн    | 14,966       | 27           | завершил выступление | завершил выступление |
| параллельные брусья | Найл Уилсон    | 14,900       | 34           | завершил выступление | завершил выступление |
| перекладина         | Найл Уилсон    | 15,500       | 2 Q          |                      |                      |
| перекладина         | Кристиан Томас | 14,900       | 13           | завершил выступление | завершил выступление |
| перекладина         | Бринн Бивэн    | 14,366       | 31           | завершил выступление | завершил выступление |
| перекладина         | Макс Уитлок    | 13,566       | 58           | завершил выступление | завершил выступление |

Женщины
Многоборья
| Соревнование         | Спортсмены       | Квалификация   | Квалификация        | Квалификация | Квалификация       | Квалификация | Квалификация | Финал                 | Финал                 | Финал                 | Финал                 | Финал                 | Финал                 |
| Соревнование         | Спортсмены       | Опорный прыжок | Разновысокие брусья | Бревно       | Вольные упражнения | Всего        | Место        | Опорный прыжок        | Разновысокие брусья   | Бревно                | Вольные упражнения    | Всего                 | Место                 |
| -------------------- | ---------------- | -------------- | ------------------- | ------------ | ------------------ | ------------ | ------------ | --------------------- | --------------------- | --------------------- | --------------------- | --------------------- | --------------------- |
| личное многоборье    | Элисса Дауни     | 14,833         | 14,633              | 14,500       | 12,500             | 56,466       | 24 Q         |                       |                       |                       |                       |                       |                       |
| личное многоборье    | Клаудиа Фрэгапан | 14,766         | 12,533              | 13,400       | 14,333             | 55,032       | 30           | завершила выступление | завершила выступление | завершила выступление | завершила выступление | завершила выступление | завершила выступление |
| командное многоборье | Элисса Дауни     | 14,833         | 14,633              | 14,500       | 12,500             |              |              | 15,133                | 14,633                | 13,366                | 14,133                |                       |                       |
| командное многоборье | Ребекка Дауни    |                | 15,233              | 13,300       |                    |              |              |                       | 15,400                | 14,166                |                       |                       |                       |
| командное многоборье | Клаудиа Фрэгапан | 14,766         | 12,533              | 13,400       | 14,333             |              |              | 14,700                |                       | 14,433                | 14,166                |                       |                       |
| командное многоборье | Руби Харольд     | 14,600         | 14,800              |              | 13,633             |              |              |                       | 14,833                |                       |                       |                       |                       |
| командное многоборье | Эми Тинклер      | 14,833         |                     | 14,500       | 14,600             |              |              | 14,933                |                       |                       | 14,466                |                       |                       |
| командное многоборье | Всего            | 44,432         | 44,666              | 42,400       | 42,566             | 174,064      | 4 Q          | 44,766                | 44,866                | 41,965                | 42,765                | 174,362               | 5                     |

Индивидуальные упражнения
| Соревнование        | Спортсмены       | Квалификация | Квалификация | Финал                 | Финал                 |
| Соревнование        | Спортсмены       | Очки         | Место        | Очки                  | Место                 |
| ------------------- | ---------------- | ------------ | ------------ | --------------------- | --------------------- |
| опорный прыжок      | Элисса Дауни     | 14,683       | 11           | завершила выступление | завершила выступление |
| разновысокие брусья | Ребекка Дауни    | 15,233       | 10           | завершила выступление | завершила выступление |
| разновысокие брусья | Руби Харольд     | 14,800       | 19           | завершила выступление | завершила выступление |
| разновысокие брусья | Элисса Дауни     | 14,633       | 26           | завершила выступление | завершила выступление |
| разновысокие брусья | Клаудиа Фрэгапан | 12,533       | 69           | завершила выступление | завершила выступление |
| бревно              | Элисса Дауни     | 14,500       | 11           | завершила выступление | завершила выступление |
| бревно              | Эми Тинклер      | 14,500       | 12           | завершила выступление | завершила выступление |
| бревно              | Клаудиа Фрэгапан | 13,400       | 48           | завершила выступление | завершила выступление |
| бревно              | Ребекка Дауни    | 13,300       | 52           | завершила выступление | завершила выступление |
| вольные упражнения  | Эми Тинклер      | 14,600       | 7 Q          |                       |                       |
| вольные упражнения  | Клаудиа Фрэгапан | 14,333       | 11           | завершила выступление | завершила выступление |
| вольные упражнения  | Руби Харольд     | 13,633       | 35           | завершила выступление | завершила выступление |
| вольные упражнения  | Элисса Дауни     | 12,500       | 72           | завершила выступление | завершила выступление |

#### Прыжки на батуте
Мужчины
| Соревнование      | Спортсмены | Квалификация | Квалификация | Финал | Финал |
| Соревнование      | Спортсмены | Очки         | Место        | Очки  | Место |
| ----------------- | ---------- | ------------ | ------------ | ----- | ----- |
| личное первенство |            |              |              |       |       |

Женщины
| Соревнование      | Спортсмены | Квалификация | Квалификация | Финал | Финал |
| Соревнование      | Спортсмены | Очки         | Место        | Очки  | Место |
| ----------------- | ---------- | ------------ | ------------ | ----- | ----- |
| личное первенство |            |              |              |       |       |
|                   |            |              |              |       |       |

### Гольф
Последний раз соревнования по гольфу в рамках Олимпийских игр проводились в 1904 году. В Рио-де-Жанейро турнир гольфистов прошёл на 18-луночном поле, со счётом 71 пар. Каждый участник прошёл все 18 лунок по 4 раза.
Мужчины
В мужском турнире Великобританию представляли 9-й номер мирового рейтинга Дэнни Уиллетт и 11-й Джастин Роуз. После первого раунда Роуз расположился на 4-й позиции, с отставанием от лидера австралийца Маркуса Фрейзера в 4 удара. Ключевым в борьбе за победу стал 3-й раунд, когда Джастин смог пройти 18 лунок за 65 ударов, а его основные конкуренты при этом совершили как минимум на три удара больше. По итогам трёх соревновательных дней Роуз вырвался на чистое первое место. В 4-м раунде Роуз показал 8-й результат, и этого хватило, чтобы стать олимпийским чемпионом.
| Соревнование | Спортсмены    | Первый раунд | Первый раунд | Второй раунд | Второй раунд | Третий раунд | Третий раунд | Четвёртый раунд | Четвёртый раунд | Итоговый результат | Итоговое место |
| Соревнование | Спортсмены    | Очки         | Место        | Очки         | Место        | Очки         | Место        | Очки            | Место           | Итоговый результат | Итоговое место |
| ------------ | ------------- | ------------ | ------------ | ------------ | ------------ | ------------ | ------------ | --------------- | --------------- | ------------------ | -------------- |
| мужчины      | Джастин Роуз  | 67 (-4)      | 4            | 69 (-2)      | 12           | 65 (-6)      | 2            | 67 (-4)         | 8               | 268 (-16)          | 1              |
| мужчины      | Дэнни Уиллетт |              |              |              |              |              |              |                 |                 |                    |                |

Женщины
| Соревнование | Спортсмены      | Первый раунд | Первый раунд | Второй раунд | Второй раунд | Третий раунд | Третий раунд | Четвёртый раунд | Четвёртый раунд | Итоговый результат | Итоговое место |
| Соревнование | Спортсмены      | Очки         | Место        | Очки         | Место        | Очки         | Место        | Очки            | Место           | Итоговый результат | Итоговое место |
| ------------ | --------------- | ------------ | ------------ | ------------ | ------------ | ------------ | ------------ | --------------- | --------------- | ------------------ | -------------- |
| женщины      | Чарли Халл      |              |              |              |              |              |              |                 |                 |                    |                |
| женщины      | Катриона Мэттью |              |              |              |              |              |              |                 |                 |                    |                |

### Гребля на байдарках и каноэ

#### Гребля на гладкой воде
Соревнования по гребле на байдарках и каноэ на гладкой воде проходят в лагуне Родригу-ди-Фрейташ, которая находится на территории города Рио-де-Жанейро. В каждой дисциплине соревнования проходят в три этапа: предварительный раунд, полуфинал и финал.
Мужчины
| Соревнование                | Спортсмены                | Предварительный раунд | Предварительный раунд | Предварительный раунд | Полуфинал | Полуфинал | Полуфинал | Финал | Финал | Итоговое место |
| Соревнование                | Спортсмены                | Заплыв                | Время                 | Место                 | Заплыв    | Время     | Место     | Время | Место | Итоговое место |
| --------------------------- | ------------------------- | --------------------- | --------------------- | --------------------- | --------- | --------- | --------- | ----- | ----- | -------------- |
| байдарки-двойки, 200 метров | Лиам Хит                  |                       |                       |                       |           |           |           |       |       |                |
| байдарки-двойки, 200 метров | Лиам Хит Джонатан Скофилд |                       |                       |                       |           |           |           |       |       |                |

Женщины
| Соревнование                  | Спортсмены                                               | Предварительный раунд | Предварительный раунд | Предварительный раунд | Полуфинал | Полуфинал | Полуфинал | Финал | Финал | Итоговое место |
| Соревнование                  | Спортсмены                                               | Заплыв                | Время                 | Место                 | Заплыв    | Время     | Место     | Время | Место | Итоговое место |
| ----------------------------- | -------------------------------------------------------- | --------------------- | --------------------- | --------------------- | --------- | --------- | --------- | ----- | ----- | -------------- |
| байдарки-одиночки, 200 метров | Джессика Уокер                                           |                       |                       |                       |           |           |           |       |       |                |
| байдарки-одиночки, 500 метров | Рейчел Коуторн                                           |                       |                       |                       |           |           |           |       |       |                |
| байдарки-двойки, 500 метров   | Лани Белчер Анджела Ханна                                |                       |                       |                       |           |           |           |       |       |                |
| байдарки-четвёрки, 500 метров | Джессика Уокер Рейчел Коуторн Ребека Саймон Луиза Гурски |                       |                       |                       |           |           |           |       |       |                |

#### Гребной слалом
Квалификационный раунд проходил в две попытки. Результат в каждой попытке складывался из времени, затраченного на прохождение трассы и суммы штрафных очков, которые спортсмен получал за неправильное прохождение ворот. Одно штрафное очко равнялось одной секунде. Из 2 попыток выбирался лучший результат, по результатам которого, выявлялись спортсмены с наименьшим количеством очков, которые проходили в следующий раунд. В полуфинале гребцы выполняли по одной попытки. В финал проходили спортсмены с наименьшим результатом.

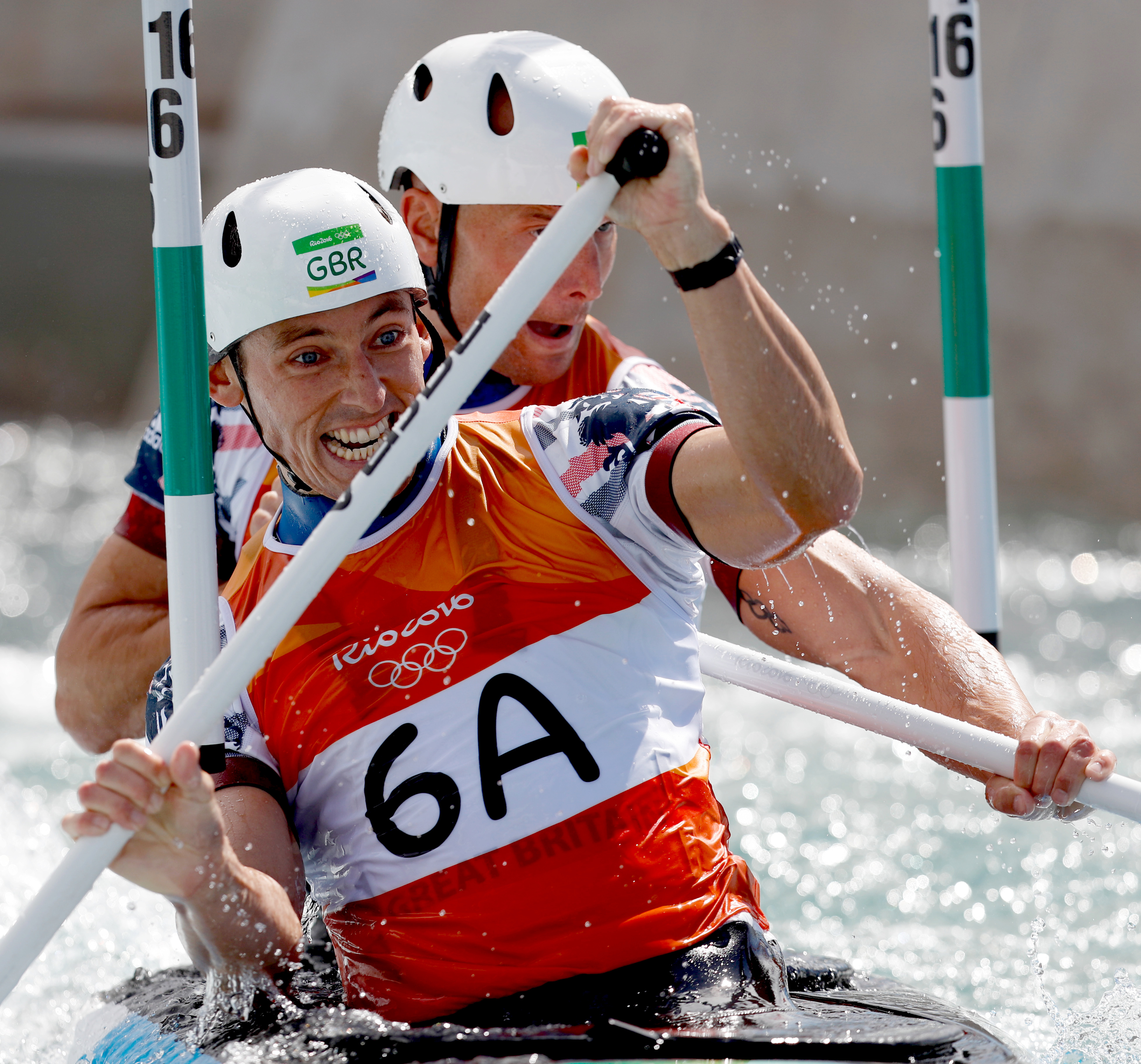
Дэвид Флоренс и Ричард Хаунслоу во время прохождения дистанции

Мужчины
| Соревнование      | Спортсмены                    | Предварительный этап | Предварительный этап | Предварительный этап | Предварительный этап | Предварительный этап | Предварительный этап | Предварительный этап | Полуфинал | Полуфинал | Полуфинал | Полуфинал | Финал  | Финал | Финал  | Финал |
| Соревнование      | Спортсмены                    | 1 попытка            | 1 попытка            | 1 попытка            | 2 попытка            | 2 попытка            | 2 попытка            | Место                | Полуфинал | Полуфинал | Полуфинал | Полуфинал | Финал  | Финал | Финал  | Финал |
| Соревнование      | Спортсмены                    | Время                | Штраф                | Итог                 | Время                | Штраф                | Итог                 | Место                | Время     | Штраф     | Итог      | Место     | Время  | Штраф | Итог   | Место |
| ----------------- | ----------------------------- | -------------------- | -------------------- | -------------------- | -------------------- | -------------------- | -------------------- | -------------------- | --------- | --------- | --------- | --------- | ------ | ----- | ------ | ----- |
| байдарки-одиночки | Джозеф Кларк                  | 85,89                | 50                   | 135,89               | 86,95                | 0                    | 86,95                | 2 Q                  | 90,67     | 0         | 90,67     | 3 Q       | 88,53  | 0     | 88,53  | 1     |
| каноэ-одиночки    | Дэвид Флоренс                 | 94,11                | 0                    | 94,11                | DNS                  | DNS                  | DNS                  | 3 Q                  | 99,36     | 0         | 99,36     | 7 Q       | 105,00 | 4     | 109,00 | 10    |
| каноэ-двойки      | Дэвид Флоренс Ричард Хаунслоу | 103,27               | 0                    | 103,27               | DNS                  | DNS                  | DNS                  | 3 Q                  |           |           |           |           |        |       |        |       |

Женщины
| Соревнование      | Спортсмены  | Предварительный этап | Предварительный этап | Предварительный этап | Предварительный этап | Предварительный этап | Предварительный этап | Предварительный этап | Полуфинал | Полуфинал | Полуфинал | Полуфинал | Финал | Финал | Финал | Финал |
| Соревнование      | Спортсмены  | 1 попытка            | 1 попытка            | 1 попытка            | 2 попытка            | 2 попытка            | 2 попытка            | Место                | Полуфинал | Полуфинал | Полуфинал | Полуфинал | Финал | Финал | Финал | Финал |
| Соревнование      | Спортсмены  | Время                | Штраф                | Итог                 | Время                | Штраф                | Итог                 | Место                | Время     | Штраф     | Итог      | Место     | Время | Штраф | Итог  | Место |
| ----------------- | ----------- | -------------------- | -------------------- | -------------------- | -------------------- | -------------------- | -------------------- | -------------------- | --------- | --------- | --------- | --------- | ----- | ----- | ----- | ----- |
| байдарки-одиночки | Фиона Пенни | 98,52                | 2                    | 100,52               | DNS                  | DNS                  | DNS                  | 3 Q                  |           |           |           |           |       |       |       |       |

### Дзюдо
Соревнования по дзюдо проводились по системе с выбыванием. В утешительные раунды попадали спортсмены, проигравшие полуфиналистам турнира. Два спортсмена, одержавших победу в утешительном раунде, в поединке за бронзу сражались с дзюдоистами, проигравшими в полуфинале.
Мужчины
| Категория | Спортсмены        | 1/32 финала        | 1/16 финала                 | 1/8 финала             | Четвертьфинал        | Полуфинал            | Финал                | Место |
| Категория | Спортсмены        | Соперник Результат | Соперник Результат          | Соперник Результат     | Соперник Результат   | Соперник Результат   | Соперник Результат   | Место |
| --------- | ----------------- | ------------------ | --------------------------- | ---------------------- | -------------------- | -------------------- | -------------------- | ----- |
| до 60 кг  | Эшли Маккензи     | не участвовал      | TURБ. Озлу В 003:000        | KAZЕ. Сметов П 000:001 | завершил выступление | завершил выступление | завершил выступление | 9     |
| до 66 кг  | Колин Оутс        | не участвовал      | FRAК. ле Блук П 000s3:000s2 | завершил выступление   | завершил выступление | завершил выступление | завершил выступление | 17    |
| до 100 кг | Бенджамин Флетчер |                    |                             |                        |                      |                      |                      |       |

Женщины
| Категория | Спортсмены        | 1/16 финала                | 1/8 финала                  | Четвертьфинал          | Полуфинал               | Финал                 | Место |
| Категория | Спортсмены        | Соперник Результат         | Соперник Результат          | Соперник Результат     | Соперник Результат      | Соперник Результат    | Место |
| --------- | ----------------- | -------------------------- | --------------------------- | ---------------------- | ----------------------- | --------------------- | ----- |
| до 57 кг  | Некода Смит-Дэвис | AUTС. Фильцмозер В 011:000 | FRAО. Павья П 000:001       | завершила выступление  | завершила выступление   | завершила выступление | 9     |
| до 63 кг  | Алис Шлезингер    | KORПак Чи Юн В 100:000     | NEDА. ван Эмден П 000s1:000 | завершила выступление  | завершила выступление   | завершила выступление | 9     |
| до 70 кг  | Салли Конуэй      | TUNУ. Милед В 100:000      | FRAЖ. Эман В 100:001        | ISRЛ. Болдер В 100:000 | COLЮ. Альвеар П 000:010 | За 3-е место          | 3     |
| до 70 кг  | Салли Конуэй      | TUNУ. Милед В 100:000      | FRAЖ. Эман В 100:001        | ISRЛ. Болдер В 100:000 | COLЮ. Альвеар П 000:010 | AUTБ. Граф В 001:000  | 3     |
| до 78 кг  | Натали Пауэлл     |                            |                             |                        |                         |                       |       |

### Конный спорт
Выездка
Соревнования по выездке включали в себе три теста высшего уровня сложности по системе Международной федерации конного спорта (FEI): Большой Приз (англ. Grand Prix), Переездка Большого Приза (англ. Grand Prix Special) и КЮР Большого приза (англ. Grand Prix Freestyle). Итоговая оценка в каждом из тестов рассчитывалась, как среднее арифметическое значение оценок семи судей. В командный зачёт шли результаты Большого Приза и Переездки Большого Приза, а итоговая оценка рассчитывалась, как среднее значение оценок за два теста.
| Соревнование      | Спортсмены                                                | Большой Приз                       | Большой Приз | Переездка Большого Приза | Переездка Большого Приза | КЮР Большого Приза | КЮР Большого Приза | Всего     | Всего |
| Соревнование      | Спортсмены                                                | Результат                          | Место        | Результат                | Место                    | Результат          | Место              | Результат | Место |
| ----------------- | --------------------------------------------------------- | ---------------------------------- | ------------ | ------------------------ | ------------------------ | ------------------ | ------------------ | --------- | ----- |
| личная выездка    | Шарлотта Дюжарден лошадь — Valegro                        | 85,071                             | 1 Q          |                          |                          |                    |                    |           |       |
| личная выездка    | Карл Хестер лошадь — Nip Tuck                             | 75,529                             | 15 Q         |                          |                          |                    |                    |           |       |
| личная выездка    | Фиона Бигвуд лошадь — Orthilia                            | 77,157                             | 8 Q          |                          |                          |                    |                    |           |       |
| личная выездка    | Спенсер Уилтон лошадь — Super Nova                        | 72,686                             | 25 Q         |                          |                          |                    |                    |           |       |
| командная выездка | Шарлотта Дюжарден Карл Хестер Фиона Бигвуд Спенсер Уилтон | 79,252 85,071 75,529 77,157 72,686 | 2 Q          |                          |                          | не проводится      | не проводится      |           |       |

Троеборье
Троеборье состоит из манежной езды, полевых испытаний и конкура. В выездке оценивается степень контроля всадника над лошадью и способность выполнить обязательные элементы выступления. Также при выступлении оценивается внешний вид лошади и всадника. Жюри выставляет, как положительные оценки за удачно выполненные упражнения, так и штрафные баллы за различного рода ошибки. После окончания выступления по специальной формуле вычисляется количество штрафных очков. Соревнования по кроссу требуют от лошади и её наездника высокой степени физической подготовленности и выносливости. Дистанция для кросса достаточно протяжённая и имеет множество препятствий различного типа. Штрафные очки во время кросса начисляются за сбитые препятствия, за превышение лимита времени и за опасную езду. В конкуре за каждое сбитое препятствие спортсмену начисляются 4 штрафных балла, а за превышение лимита времени 1 штрафное очко (за каждую каждую, сверх нормы времени, начатую секунду).
| Соревнование        | Спортсмены                                                 | Выездка | Кросс  | Кросс  | Конкур | Конкур | Финальный конкур      | Финальный конкур      | Всего     | Всего |
| Соревнование        | Спортсмены                                                 | Штраф   | Штраф  | Штраф  | Штраф  | Штраф  | Штраф                 | Штраф                 | Всего     | Всего |
| Соревнование        | Спортсмены                                                 | Баллы   | Прыжки | Время  | Прыжки | Время  | Прыжки                | Время                 | Результат | Место |
| ------------------- | ---------------------------------------------------------- | ------- | ------ | ------ | ------ | ------ | --------------------- | --------------------- | --------- | ----- |
| личное троеборье    | Уильям Фокс-Питт лошадь — Chilli Morning                   | 37,00   | 20,00  | 10,40  | 0      | 0,00   | 0                     | 0,00                  | 67,40     | 12    |
| личное троеборье    | Пиппа Фаннелл лошадь — Billy The Biz                       | 43,90   | 20,00  | 20,40  | 0      | 0,00   | завершила выступление | завершила выступление | 84,30     | 26    |
| личное троеборье    | Китти Кинг лошадь — Ceylor L A N                           | 46,80   | 20,00  | 33,60  | 0      | 0,00   | завершила выступление | завершила выступление | 100,40    | 30    |
| личное троеборье    | Джемма Теттерсэл лошадь — Quicklook V                      | 47,20   | 40,00  | 49,60  | 0      | 4,00   | завершила выступление | завершила выступление | 140,80    | 41    |
| командное троеборье | Уильям Фокс-Питт Пиппа Фаннелл Китти Кинг Джемма Теттерсэл | 127,70  | 124,40 | 124,40 | 0,00   | 0,00   | не проводится         | не проводится         | 252,10    | 5     |

Конкур
В каждом из раундов спортсменам необходимо было пройти дистанцию с разным количеством препятствий и разным лимитом времени. За каждое сбитое препятствие спортсмену начислялось 4 штрафных балла, за превышение лимита времени 1 штрафное очко (за каждые 5 секунд). В финал личного первенства могло пройти только три спортсмена от одной страны. Командный конкур проводился в рамках второго и третьего раунда индивидуальной квалификации. В зачёт командных соревнований шли три лучших результата, показанные спортсменами во время личного первенства. Если спортсмен выбывал из индивидуальных соревнований после первого или второго раундов, то он всё равно продолжал свои выступления, но результаты при этом шли только в командный зачёт.
| Соревнование     | Спортсмены                                           | Квалификация  | Квалификация  | Квалификация | Квалификация | Квалификация | Квалификация | Квалификация | Квалификация | Финал         | Финал         | Финал         | Финал         | Финал         | Итоговое место |
| Соревнование     | Спортсмены                                           | 1 раунд       | 1 раунд       | 2 раунд      | Всего        | Всего        | 3 раунд      | Всего        | Всего        | Финал A       | Финал A       | Финал B       | Всего         | Всего         | Итоговое место |
| Соревнование     | Спортсмены                                           | Штраф         | Место         | Штраф        | Штраф        | Место        | Штраф        | Штраф        | Место        | Штраф         | Место         | Штраф         | Штраф         | Место         | Итоговое место |
| ---------------- | ---------------------------------------------------- | ------------- | ------------- | ------------ | ------------ | ------------ | ------------ | ------------ | ------------ | ------------- | ------------- | ------------- | ------------- | ------------- | -------------- |
| личный конкур    | Ник Скелтон лошадь — Big Star                        |               |               |              |              |              |              |              |              |               |               |               |               |               |                |
| личный конкур    | Бенджамин Мар лошадь — Tic Tac                       |               |               |              |              |              |              |              |              |               |               |               |               |               |                |
| личный конкур    | Майкл Уитакер лошадь — Cassionato                    |               |               |              |              |              |              |              |              |               |               |               |               |               |                |
| личный конкур    | Джон Уитакер лошадь — Ornellaia                      |               |               |              |              |              |              |              |              |               |               |               |               |               |                |
| командный конкур | Ник Скелтон Бенджамин Мар Майкл Уитакер Джон Уитакер | не проводится | не проводится |              |              |              |              |              |              | не проводится | не проводится | не проводится | не проводится | не проводится |                |

### Лёгкая атлетика
Мужчины
Беговые дисциплины
| Дисциплина                         | Спортсмен | Предварительный раунд | Предварительный раунд | Предварительный раунд | Четвертьфиналы | Четвертьфиналы | Четвертьфиналы | Полуфиналы    | Полуфиналы    | Полуфиналы    | Финал | Финал |
| Дисциплина                         | Спортсмен | Забег                 | Время                 | Место                 | Забег          | Время          | Место          | Забег         | Время         | Место         | Время | Место |
| ---------------------------------- | --- | --------------------- | --------------------- | --------------------- | -------------- | -------------- | -------------- | ------------- | ------------- | ------------- | ----- | ----- |
| бег на 100 метров                  | Джеймс Дасаолу |                       |                       |                       |                |                |                |               |               |               |       |       |
| бег на 100 метров                  | Чиджинду Уджа |                       |                       |                       |                |                |                |               |               |               |       |       |
| бег на 100 метров                  | Джеймс Эллингтон |                       |                       |                       |                |                |                |               |               |               |       |       |
| бег на 200 метров                  | Адам Джемили |                       |                       |                       |                |                |                |               |               |               |       |       |
| бег на 200 метров                  | Нетаниэль Митчелл-Блейк |                       |                       |                       |                |                |                |               |               |               |       |       |
| бег на 200 метров                  | Даниэль Тальбот |                       |                       |                       |                |                |                |               |               |               |       |       |
| бег на 400 метров                  | Мартин Руни |                       |                       |                       | Не проводится  | Не проводится  | Не проводится  |               |               |               |       |       |
| бег на 400 метров                  | Мэттью Хадсон-Смит |                       |                       |                       | Не проводится  | Не проводится  | Не проводится  |               |               |               |       |       |
| бег на 400 метров                  | Рабах Юсиф |                       |                       |                       | Не проводится  | Не проводится  | Не проводится  |               |               |               |       |       |
| бег на 800 метров                  | Эллиот Джайлз |                       |                       |                       | Не проводится  | Не проводится  | Не проводится  |               |               |               |       |       |
| бег на 800 метров                  | Майкл Риммер |                       |                       |                       | Не проводится  | Не проводится  | Не проводится  |               |               |               |       |       |
| бег на 1500 метров                 | Чарли Грайс |                       |                       |                       | Не проводится  | Не проводится  | Не проводится  |               |               |               |       |       |
| бег на 1500 метров                 | Крис О’Хейр |                       |                       |                       | Не проводится  | Не проводится  | Не проводится  |               |               |               |       |       |
| бег на 5000 метров                 | Эндрю Батчарт |                       |                       |                       | Не проводится  | Не проводится  | Не проводится  | Не проводится | Не проводится | Не проводится |       |       |
| бег на 5000 метров                 | Мохаммед Фарах |                       |                       |                       | Не проводится  | Не проводится  | Не проводится  | Не проводится | Не проводится | Не проводится |       |       |
| бег на 5000 метров                 | Том Фэррелл |                       |                       |                       | Не проводится  | Не проводится  | Не проводится  | Не проводится | Не проводится | Не проводится |       |       |
| бег на 10 000 метров               | Энди Вернон | Не проводится         | Не проводится         | Не проводится         | Не проводится  | Не проводится  | Не проводится  | Не проводится | Не проводится | Не проводится |       |       |
| бег на 10 000 метров               | Миллингтон Росс | Не проводится         | Не проводится         | Не проводится         | Не проводится  | Не проводится  | Не проводится  | Не проводится | Не проводится | Не проводится |       |       |
| бег на 10 000 метров               | Мохаммед Фарах | Не проводится         | Не проводится         | Не проводится         | Не проводится  | Не проводится  | Не проводится  | Не проводится | Не проводится | Не проводится |       |       |
| бег на 3000 метров с препятствиями | Роб Маллетт |                       |                       |                       | Не проводится  | Не проводится  | Не проводится  | Не проводится | Не проводится | Не проводится |       |       |
| бег на 110 метров с барьерами      | Лоуренс Кларк |                       |                       |                       | Не проводится  | Не проводится  | Не проводится  |               |               |               |       |       |
| бег на 110 метров с барьерами      | Эндрю Поцци |                       |                       |                       | Не проводится  | Не проводится  | Не проводится  |               |               |               |       |       |
| бег на 400 метров с барьерами      | Джек Грин |                       |                       |                       | Не проводится  | Не проводится  | Не проводится  |               |               |               |       |       |
| бег на 400 метров с барьерами      | Себастьян Роджер |                       |                       |                       | Не проводится  | Не проводится  | Не проводится  |               |               |               |       |       |
| Эстафета                           | Предварительный раунд | Предварительный раунд | Предварительный раунд | Предварительный раунд | Полуфинал      | Полуфинал      | Полуфинал      | Финал         | Финал         | Финал         | Финал | Финал |
| Эстафета                           | Состав | Забег                 | Время                 | Место                 | Забег          | Время          | Место          | Состав        | Состав        | Состав        | Время | Место |
| эстафета 4×100 метров              | Джеймс Дасаолу Чиджинду Уджа Джеймс Эллингтон Адам Джемили Нетаниэль Митчелл-Блейк Даниэль Тальбот Ричард Килти Оджи Эдобаран Гарри Айкинс-Ариити |                       |                       |                       | Не проводится  | Не проводится  | Не проводится  |               |               |               |       |       |
| эстафета 4×400 метров              | Мартин Руни Мэттью Хадсон-Смит Рабах Юсиф Джек Грин Делейно Уильямс Найджел Левайн Джаррид Данн                                                   |                       |                       |                       | Не проводится  | Не проводится  | Не проводится  |               |               |               |       |       |

Шоссейные дисциплины
| Дисциплина              | Спортсмен     | Время | Место | Отставание |
| ----------------------- | ------------- | ----- | ----- | ---------- |
| марафон                 | Цегай Тевелде |       |       |            |
| марафон                 | Дерек Хокинс  |       |       |            |
| марафон                 | Каллум Хокинс |       |       |            |
| ходьба на 20 километров | Томас Босуорт |       |       |            |
| ходьба на 50 километров | Доминик Кинг  |       |       |            |

Технические дисциплины
| Дисциплина      | Спортсмен      | Квалификация | Квалификация | Финал     | Финал |
| Дисциплина      | Спортсмен      | Результат    | Место        | Результат | Место |
| --------------- | -------------- | ------------ | ------------ | --------- | ----- |
| прыжок в длину  | Грег Разерфорд | 7,90         | 10           | 8,29      | 3     |
| прыжок в высоту | Крис Бейкер    |              |              |           |       |
| прыжок в высоту | Роберт Грабарз |              |              |           |       |
| прыжок с шестом | Люк Каттс      |              |              |           |       |
| метание молота  | Крис Беннетт   |              |              |           |       |
| метание молота  | Марк Драй      |              |              |           |       |
| метание молота  | Ник Миллер     |              |              |           |       |

Женщины
Беговые дисциплины
| Дисциплина                         | Спортсмен             | Предварительный раунд | Предварительный раунд | Предварительный раунд | Четвертьфиналы | Четвертьфиналы | Четвертьфиналы | Полуфиналы    | Полуфиналы    | Полуфиналы    | Финал    | Финал |
| Дисциплина                         | Спортсмен             | Забег                 | Время                 | Место                 | Забег          | Время          | Место          | Забег         | Время         | Место         | Время    | Место |
| ---------------------------------- | --------------------- | --------------------- | --------------------- | --------------------- | -------------- | -------------- | -------------- | ------------- | ------------- | ------------- | -------- | ----- |
| бег на 100 метров                  | Дезири Генри          |                       |                       |                       |                |                |                |               |               |               |          |       |
| бег на 100 метров                  | Деррил Нейта          |                       |                       |                       |                |                |                |               |               |               |          |       |
| бег на 100 метров                  | Аша Филип             |                       |                       |                       |                |                |                |               |               |               |          |       |
| бег на 200 метров                  | Джоди Уильямс         |                       |                       |                       |                |                |                |               |               |               |          |       |
| бег на 200 метров                  | Дина Эшер-Смит        |                       |                       |                       |                |                |                |               |               |               |          |       |
| бег на 400 метров                  | Серен Банди-Дэвис     |                       |                       |                       | Не проводится  | Не проводится  | Не проводится  |               |               |               |          |       |
| бег на 400 метров                  | Эмили Даймонд         |                       |                       |                       | Не проводится  | Не проводится  | Не проводится  |               |               |               |          |       |
| бег на 400 метров                  | Кристин Охуруогу      |                       |                       |                       | Не проводится  | Не проводится  | Не проводится  |               |               |               |          |       |
| бег на 800 метров                  | Шелейна Оскан-Кларк   |                       |                       |                       | Не проводится  | Не проводится  | Не проводится  |               |               |               |          |       |
| бег на 800 метров                  | Линси Шарп            |                       |                       |                       | Не проводится  | Не проводится  | Не проводится  |               |               |               |          |       |
| бег на 1500 метров                 | Лаура Мьюр            |                       |                       |                       | Не проводится  | Не проводится  | Не проводится  |               |               |               |          |       |
| бег на 1500 метров                 | Лаура Уэйтмен         |                       |                       |                       | Не проводится  | Не проводится  | Не проводится  |               |               |               |          |       |
| бег на 5000 метров                 | Эйлиш Макколгэн       |                       |                       |                       | Не проводится  | Не проводится  | Не проводится  | Не проводится | Не проводится | Не проводится |          |       |
| бег на 5000 метров                 | Стефани Туэлл         |                       |                       |                       | Не проводится  | Не проводится  | Не проводится  | Не проводится | Не проводится | Не проводится |          |       |
| бег на 5000 метров                 | Лаура Уиттл           |                       |                       |                       | Не проводится  | Не проводится  | Не проводится  | Не проводится | Не проводится | Не проводится |          |       |
| бег на 10 000 метров               | Джоанн Пейви          | Не проводится         | Не проводится         | Не проводится         | Не проводится  | Не проводится  | Не проводится  | Не проводится | Не проводится | Не проводится | 31:33,44 | 15    |
| бег на 10 000 метров               | Бет Поттер            | Не проводится         | Не проводится         | Не проводится         | Не проводится  | Не проводится  | Не проводится  | Не проводится | Не проводится | Не проводится | 33:04,34 | 34    |
| бег на 10 000 метров               | Джесс Эндрюс          | Не проводится         | Не проводится         | Не проводится         | Не проводится  | Не проводится  | Не проводится  | Не проводится | Не проводится | Не проводится | 31:35,92 | 16    |
| бег на 3000 метров с препятствиями |                       |                       |                       |                       | Не проводится  | Не проводится  | Не проводится  | Не проводится | Не проводится | Не проводится |          |       |
| бег на 100 метров с барьерами      |                       |                       |                       |                       | Не проводится  | Не проводится  | Не проводится  |               |               |               |          |       |
| бег на 100 метров с барьерами      |                       |                       |                       | Не проводится         |                |                |                |               |               |               |          |       |
| бег на 100 метров с барьерами      |                       |                       |                       | Не проводится         |                |                |                |               |               |               |          |       |
| бег на 400 метров с барьерами      |                       |                       |                       |                       | Не проводится  | Не проводится  | Не проводится  |               |               |               |          |       |
| бег на 400 метров с барьерами      |                       |                       |                       | Не проводится         |                |                |                |               |               |               |          |       |
| бег на 400 метров с барьерами      |                       |                       |                       | Не проводится         |                |                |                |               |               |               |          |       |
| Эстафета                           | Предварительный раунд | Предварительный раунд | Предварительный раунд | Предварительный раунд | Полуфинал      | Полуфинал      | Полуфинал      | Финал         | Финал         | Финал         | Финал    | Финал |
| Эстафета                           | Состав                | Забег                 | Время                 | Место                 | Забег          | Время          | Место          | Состав        | Состав        | Состав        | Время    | Место |
| эстафета 4×100 метров              |                       |                       |                       |                       | Не проводится  | Не проводится  | Не проводится  |               |               |               |          |       |
| эстафета 4×400 метров              |                       |                       |                       |                       | Не проводится  | Не проводится  | Не проводится  |               |               |               |          |       |

Шоссейные дисциплины
| Дисциплина              | Спортсмен     | Время | Место | Отставание |
| ----------------------- | ------------- | ----- | ----- | ---------- |
| марафон                 | Элисон Диксон |       |       |            |
| марафон                 | Соня Сэмюэлс  |       |       |            |
| марафон                 |               |       |       |            |
| ходьба на 20 километров |               |       |       |            |

Технические дисциплины
| Дисциплина      | Спортсмен | Квалификация | Квалификация | Финал     | Финал |
| Дисциплина      | Спортсмен | Результат    | Место        | Результат | Место |
| --------------- | --------- | ------------ | ------------ | --------- | ----- |
| прыжок в длину  |           |              |              |           |       |
|                 |           |              |              |           |       |
|                 |           |              |              |           |       |
| прыжок в высоту |           |              |              |           |       |
|                 |           |              |              |           |       |
| прыжок с шестом |           |              |              |           |       |
| метание копья   |           |              |              |           |       |
| метание молота  |           |              |              |           |       |

Многоборье
| Дисциплина | Спортсмен | Параметр  | 100 м с/б | высота | ядро | 200 м | длина | копьё | 800 м | Всего очков | Итоговое место |
| ---------- | --------- | --------- | --------- | ------ | ---- | ----- | ----- | ----- | ----- | ----------- | -------------- |
| семиборье  |           | Результат |           |        |      |       |       |       |       |             |                |
| семиборье  | Очки      |           |           |        |      |       |       |       |       |             |                |
| семиборье  | Место     |           |           |        |      |       |       |       |       |             |                |

### Настольный теннис
Соревнования по настольному теннису проходили по системе плей-офф. Каждый матч продолжается до тех пор, пока один из теннисистов не выигрывает 4 партии. Сильнейшие 16 спортсменов начинали соревнования с третьего раунда, следующие 16 по рейтингу стартовали со второго раунда.
Мужчины
| Соревнование     | Спортсмены                           | Квалификация       | Первый раунд            | Второй раунд          | Третий раунд            | 1/8 финала               | 1/4 финала           | Полуфинал            | Финал                | Место                |
| Соревнование     | Спортсмены                           | Соперник Результат | Соперник Результат      | Соперник Результат    | Соперник Результат      | Соперник Результат       | Соперник Результат   | Соперник Результат   | Соперник Результат   | Место                |
| ---------------- | ------------------------------------ | ------------------ | ----------------------- | --------------------- | ----------------------- | ------------------------ | -------------------- | -------------------- | -------------------- | -------------------- |
| одиночный разряд | Пол Дринкхол                         | Не участвовал      | SRBА. Каракашевич В 4:1 | SINГао Нин (26) В 4:3 | CROА. Гачина (15) В 4:2 | BLRВ. Самсонов (7) П 2:4 | завершил выступление | завершил выступление | завершил выступление | завершил выступление |
| одиночный разряд | Лиам Питчфорд (31)                   | Не участвовал      | Не участвовал           | UZBЗ. Кенжаев В 4:1   | KORЧон Ён Сик (9) П 1:4 | завершил выступление     | завершил выступление | завершил выступление | завершил выступление | завершил выступление |
| командный разряд | Пол Дринкхол Лиам Питчфорд Сэм Уокер | Не проводится      | Не проводится           | Не проводится         | Не проводится           | Франция · :              |                      |                      |                      |                      |

### Парусный спорт
Соревнования по парусному спорту в каждом из классов состояли из 10 или 12 гонок. Каждую гонку спортсмены начинали с общего старта. Победителем становился экипаж, первым пересекший финишную черту. Количество очков, идущих в общий зачёт, соответствовало занятому командой месту. 10 лучших экипажей по результатам предварительных заплывов попадали в медальную гонку, результаты которой также шли в общий зачёт. В медальной гонке, очки, полученные экипажем удваивались. В случае если участник соревнований не смог завершить гонку ему начислялось количество очков, равное количеству участников плюс один. При итоговом подсчёте очков не учитывался худший результат, показанный экипажем в одной из гонок. Сборная, набравшая наименьшее количество очков, становится олимпийским чемпионом.
Мужчины
| Класс | Спортсмены             | Гонка | Гонка | Гонка | Гонка | Гонка | Гонка | Гонка | Гонка | Гонка | Гонка | Гонка         | Гонка         | Гонка | Очки | Место |
| Класс | Спортсмены             | 1     | 2     | 3     | 4     | 5     | 6     | 7     | 8     | 9     | 10    | 11            | 12            | M     | Очки | Место |
| ----- | ---------------------- | ----- | ----- | ----- | ----- | ----- | ----- | ----- | ----- | ----- | ----- | ------------- | ------------- | ----- | ---- | ----- |
| RS:X  | Ник Демпси             |       |       |       |       |       |       |       |       |       |       | не проводится | не проводится |       |      |       |
| 470   | Люк Пейшенс Крис Груб  |       |       |       |       |       |       |       |       |       |       | не проводится | не проводится |       |      |       |
| Лазер | Ник Томпсон            |       |       |       |       |       |       |       |       |       |       | не проводится | не проводится |       |      |       |
| Финн  | Джайлз Скотт           |       |       |       |       |       |       |       |       |       |       | не проводится | не проводится |       |      |       |
| 49-й  | Дилан Флетчер Ален Син |       |       |       |       |       |       |       |       |       |       |               |               |       |      |       |

Женщины
В классе «Лазер Радиал» Великобританию представляла Элисон Янг, ставшая в 2016 году чемпионкой мира. При этом Янг также стала первой британкой, выигравшей чемпионат мира в олимпийском классе среди одиночных лодок. Благодаря этому успеху британская яхтсменка считалась одним из фаворитов предстоящих Олимпийских игр в Рио-де-Жанейро. Однако после четырёх проведённых гонок Янг шла лишь на 18-й позиции. Начиная с 5-й гонки Элисон начала пробиваться в десятку сильнейших и тем самым подниматься в итоговой таблице, а в последней гонке Янг и вовсе пришла к финишу первой, став 10-й победительницей в 10 гонках предварительного раунда. Несмотря на успех в предыдущей гонке у Янг не было даже теоретических шансов стать призёром Олимпийских игр по итогам медальной гонки. Тем не менее Янг смогла её выиграть и заняла итоговое 8-е место. После Игр Янг рассказала, что за 8 недель до начала Игр на тренировке она сломала лодыжку, но при этом отметила, что это не является оправданием её результата и что она не справилась с давлением.
| Класс        | Спортсменки                   | Гонка | Гонка | Гонка | Гонка | Гонка | Гонка | Гонка | Гонка | Гонка | Гонка | Гонка         | Гонка         | Гонка | Очки | Место |
| Класс        | Спортсменки                   | 1     | 2     | 3     | 4     | 5     | 6     | 7     | 8     | 9     | 10    | 11            | 12            | M     | Очки | Место |
| ------------ | ----------------------------- | ----- | ----- | ----- | ----- | ----- | ----- | ----- | ----- | ----- | ----- | ------------- | ------------- | ----- | ---- | ----- |
| RS:X         | Брайони Шоу                   |       |       |       |       |       |       |       |       |       |       | не проводится | не проводится |       |      |       |
| 470          | Саския Кларк Ханна Миллс      |       |       |       |       |       |       |       |       |       |       | не проводится | не проводится |       |      |       |
| Лазер Радиал | Элисон Янг                    | 13    | 17    | 12    | 26    | 6     | 9     | 7     | 10    | 16    | 1     | не проводится | не проводится | 2     | 93   | 8     |
| 49-й FX      | Софи Эйнсуорт Шарлотта Добсон |       |       |       |       |       |       |       |       |       |       |               |               |       |      |       |

Открытый класс
Соревнования в олимпийском классе катамаранов Накра 17 дебютируют в программе летних Олимпийских игр. Каждый экипаж представлен смешанным дуэтом яхтсменов.
| Класс    | Спортсмены               | Гонка | Гонка | Гонка | Гонка | Гонка | Гонка | Гонка | Гонка | Гонка | Гонка | Гонка | Очки | Место |
| Класс    | Спортсмены               | 1     | 2     | 3     | 4     | 5     | 6     | 7     | 8     | 9     | 10    | M     | Очки | Место |
| -------- | ------------------------ | ----- | ----- | ----- | ----- | ----- | ----- | ----- | ----- | ----- | ----- | ----- | ---- | ----- |
| Накра 17 | Бен Сакстон Николь Гровс |       |       |       |       |       |       |       |       |       |       |       |      |       |

### Регби-7

##### Мужчины
Мужская сборная Великобритании квалифицировалась на Игры по итогам Мировой серии 2014/2015.
Состав
Результаты
Групповой этап (Группа C)
| Место | Команда        | И | В | Н | П | ОЗ | ОП | +/- | Очки |
| ----- | -------------- | - | - | - | - | -- | -- | --- | ---- |
| 1     | Великобритания | 3 | 3 | 0 | 0 | 73 | 45 | +28 | 9    |
| 2     | Япония         | 3 | 2 | 0 | 1 | 64 | 40 | +24 | 7    |
| 3     | Новая Зеландия | 3 | 1 | 0 | 2 | 59 | 40 | +19 | 5    |
| 4     | Кения          | 3 | 0 | 0 | 3 | 19 | 90 | -71 | 3    |

| 9 августа 2016 12:00 UTC-3 | \| Великобритания \| 31:7 (24:0, 7:7) Протокол \| Кения \| \| Дэн Нортон 2' · Фил Бёрджес 5' · Дэн Бибби 6', 13' · Марк Беннетт 7+' · Том Митчелл 5', 7+', 13' · Том Митчелл 2' · Дэн Бибби 7' \| Голы \| Билли Одхиамбо 9' · Бико Адема 9' \| | Стадион Деодоро, Рио-де-Жанейро Судьи: Александр Руис |
| Великобритания | 31:7 (24:0, 7:7) Протокол | Кения                                                 |
| Дэн Нортон 2' · Фил Бёрджес 5' · Дэн Бибби 6', 13' · Марк Беннетт 7+' · Том Митчелл 5', 7+', 13' · Том Митчелл 2' · Дэн Бибби 7' | Голы | Билли Одхиамбо 9' · Бико Адема 9'                     |

| 9 августа 2016 17:00 UTC-3                                           | \| Великобритания \| 21:19 (14:7, 7:12) Протокол \| Япония \| \| Джеймс Родуэлл 2', 3' · Маркус Уотсон 14' · Том Митчелл 2', 3', 14+' \| Голы \| Ломано Лемеки 7', 14+' · Кацуюки Сакаи 12' · Кадзухиро Гойя 7' · Кацуюки Сакаи 12' · Кацуюки Сакаи 14+' \| | Стадион Деодоро, Рио-де-Жанейро Судьи: Ник Бриан                                                        |
| Великобритания                                                       | 21:19 (14:7, 7:12) Протокол | Япония                                                                                                  |
| Джеймс Родуэлл 2', 3' · Маркус Уотсон 14' · Том Митчелл 2', 3', 14+' | Голы | Ломано Лемеки 7', 14+' · Кацуюки Сакаи 12' · Кадзухиро Гойя 7' · Кацуюки Сакаи 12' · Кацуюки Сакаи 14+' |

| 10 августа 2016 12:30 UTC-3                                                                   | \| Новая Зеландия \| 19:21 (0:21, 19:0) Протокол \| Великобритания \| \| Акира Иоанне 10' · Риган Уэйр 11' · Льюис Ормонд 13' · Гиллис Кака 12', 14' · Гиллис Кака 10' \| Голы \| Марк Беннетт 3' · Джеймс Дэвис 6' · Дэн Нортон 7' · Том Митчелл 3', 6', 7+' \| | Стадион Деодоро, Рио-де-Жанейро Судьи: Крейг Жубер                          |
| Новая Зеландия                                                                                | 19:21 (0:21, 19:0) Протокол | Великобритания                                                              |
| Акира Иоанне 10' · Риган Уэйр 11' · Льюис Ормонд 13' · Гиллис Кака 12', 14' · Гиллис Кака 10' | Голы | Марк Беннетт 3' · Джеймс Дэвис 6' · Дэн Нортон 7' · Том Митчелл 3', 6', 7+' |

Четвертьфинал
| 10 августа 2016 18:00 UTC-3     | \| Великобритания \| 5:0 (0:0, 0:0, 5:0) д.в. Протокол \| Аргентина \| \| Дэн Бибби 19' · Том Митчелл 18' \| Голы \| Гастон Револь 14+' \| | Стадион Деодоро, Рио-де-Жанейро Судьи: Алекс Руис |
| Великобритания                  | 5:0 (0:0, 0:0, 5:0) д.в. Протокол | Аргентина                                         |
| Дэн Бибби 19' · Том Митчелл 18' | Голы | Гастон Револь 14+'                                |

##### Женщины
Женская сборная Великобритании квалифицировалась на Игры по итогам Мировой серии 2014/2015.
Состав
| Номер | Имя              | Дата рождения | Рост, см | Вес, кг | Клуб        | Игры | Очки    | Очки       | Очки     | Очки  |
| Номер | Имя              | Дата рождения | Рост, см | Вес, кг | Клуб        | Игры | Попытки | Реализации | Штрафные | Всего |
| ----- | ---------------- | ------------- | -------- | ------- | ----------- | ---- | ------- | ---------- | -------- | ----- |
| 1     | Клэр Алан        | 07.05.1985    | 170      | 65      | Ричмонд     | 6    | 0       | 0          | 0        | 0     |
| 2     | Эбби Браун       | 10.04.1996    | 176      | 71      | Бристоль    | 6    | 2       | 0          | 0        | 10    |
| 3     | Элис Ричардсон   | 14.05.1987    | 172      | 69      | Ричмонд     | 6    | 4       | 4/6        | 0        | 28    |
| 4     | Эмили Скаррэтт   | 08.02.1990    | 181      | 79      | Личфилд     | 6    | 2       | 0          | 0        | 10    |
| 5     | Дэниэла Уотерман | 25.09.1986    | 165      | 64      | Вустер      | 5    | 1       | 0          | 0        | 5     |
| 6     | Кэти Маклин      | 19.12.1985    | 167      | 70      | Дарлингтон  | 6    | 1       | 6/12       | 0        | 17    |
| 7     | Хизер Фишер      | 13.06.1984    | 168      | 71      | без клуба   | 6    | 1       | 0          | 0        | 5     |
| 8     | Эмили Скотт      | 30.06.1992    | 165      | 60      | Таррок      | 6    | 2       | 2/2        | 0        | 14    |
| 9     | Наташа Хант      | 21.03.1989    | 165      | 62      | Личфилд     | 6    | 2       | 0          | 0        | 10    |
| 10    | Джоан Уотмор     | 01.03.1983    | 179      | 74      | Ричмонд     | 5    | 3       | 0/2        | 0        | 15    |
| 11    | Джасмин Джойс    | 09.10.1995    | 163      | 55      | Кардифф Мет | 6    | 2       | 0          | 0        | 10    |
| 12    | Эми Уилсон-Харди | 13.09.1991    | 167      | 69      | Бристоль    | 5    | 2       | 0          | 0        | 10    |

| Должность      | Имя             | Гражданство    | Дата рождения |
| -------------- | --------------- | -------------- | ------------- |
| Главный тренер | Саймон Миддлтон | Великобритания | 02.02.1966    |
| Менеджер       | Зои Итон        | Великобритания |               |
| Физиотерапевт  | Пол Макгинли    | Великобритания |               |

Результаты
Групповой этап (Группа C)
| Место | Команда        | И | В | Н | П | ОЗ | ОП  | +/-  | Очки |
| ----- | -------------- | - | - | - | - | -- | --- | ---- | ---- |
| 1     | Великобритания | 3 | 3 | 0 | 0 | 91 | 3   | +88  | 9    |
| 2     | Канада         | 3 | 2 | 0 | 1 | 83 | 22  | +61  | 7    |
| 3     | Бразилия       | 3 | 1 | 0 | 2 | 29 | 77  | -48  | 5    |
| 4     | Япония         | 3 | 0 | 0 | 3 | 10 | 111 | -101 | 3    |

| 6 августа 2016 12:00 UTC-3 | \| Великобритания \| 29:3 (7:3, 22:0) Протокол \| Бразилия \| \| Джоанна Уотмор 5' · Наташа Хант 9', 12' · Джасмин Джойс 14' · Эмили Скотт 14+' · Кейти Маклин 6', 10' · Кейти Маклин 12' · Джоанна Уотмор 14' 14+' \| Голы \| 7+' Ракель Кошан \| | Стадион Деодоро, Рио-де-Жанейро Судьи: Альхамбра Ньевас |
| Великобритания | 29:3 (7:3, 22:0) Протокол | Бразилия                                                |
| Джоанна Уотмор 5' · Наташа Хант 9', 12' · Джасмин Джойс 14' · Эмили Скотт 14+' · Кейти Маклин 6', 10' · Кейти Маклин 12' · Джоанна Уотмор 14' 14+' | Голы | 7+' Ракель Кошан                                        |

| 6 августа 2016 17:00 UTC-3 | \| Великобритания \| 40:0 (26:0, 14:0) Протокол \| Япония \| \| Эми Уилсон Харди 1' · Элис Ричардсон 4' · Джоанна Уотмор 6' · Кейти Маклин 7+' · Эмили Скотт 10' · Хизер Фишер 13' · Элис Ричардсон 1', 4', 6' · Эмили Скотт 10', 13' · Кейти Маклин 7+' \| Голы \| \| | Стадион Деодоро, Рио-де-Жанейро Судьи: Раста Расивинье |
| Великобритания | 40:0 (26:0, 14:0) Протокол | Япония                                                 |
| Эми Уилсон Харди 1' · Элис Ричардсон 4' · Джоанна Уотмор 6' · Кейти Маклин 7+' · Эмили Скотт 10' · Хизер Фишер 13' · Элис Ричардсон 1', 4', 6' · Эмили Скотт 10', 13' · Кейти Маклин 7+' | Голы |                                                        |

| 7 августа 2016 12:30 UTC-3 | \| Канада \| 0:22 (0:10, 0:12) Протокол \| Великобритания \| \| \| Голы \| Элис Ричардсон 4' · Эми Уилсон Харди 7+' · Эмили Скаррэтт 10', 12' · Элис Ричардсон 12' · Элис Ричардсон 4' 7+' · Кейти Маклин 10' \| | Стадион Деодоро, Рио-де-Жанейро Судьи: Джессика Бирд                                                                               |
| Канада                     | 0:22 (0:10, 0:12) Протокол | Великобритания |
|                            | Голы | Элис Ричардсон 4' · Эми Уилсон Харди 7+' · Эмили Скаррэтт 10', 12' · Элис Ричардсон 12' · Элис Ричардсон 4' 7+' · Кейти Маклин 10' |

Четвертьфинал
| 7 августа 2016 18:00 UTC-3                                                                                  | \| Великобритания \| 26:7 (19:7, 7:0) Протокол \| Фиджи \| \| Эбби Браун 1', 11' · Элис Ричардсон 5' · Джоанна Уотмор 14+' · Кейти Маклин 1', 6', 12' · Кейти Маклин 14+' \| Голы \| Лития Наикато 4' · Лавения Тинаи 4' \| | Стадион Деодоро, Рио-де-Жанейро Судьи: Альхамбра Ньевис |
| Великобритания                                                                                              | 26:7 (19:7, 7:0) Протокол | Фиджи                                                   |
| Эбби Браун 1', 11' · Элис Ричардсон 5' · Джоанна Уотмор 14+' · Кейти Маклин 1', 6', 12' · Кейти Маклин 14+' | Голы | Лития Наикато 4' · Лавения Тинаи 4'                     |

Полуфинал
| 8 августа 2016 15:00 UTC-3          | \| Великобритания \| 7:25 (7:15, 0:10) Протокол \| Новая Зеландия \| \| Элис Ричардсон 5' · Кейти Маклин 5' \| Голы \| Портия Вудман 2', 7+', 9' · Руби Туи 6' · Хуриана Мануэль 11' · Тайла Натан-Вонг 3' 6' 7+' 9' 11' \| | Стадион Деодоро, Рио-де-Жанейро Судьи: Эми Перретт                                                |
| Великобритания                      | 7:25 (7:15, 0:10) Протокол | Новая Зеландия                                                                                    |
| Элис Ричардсон 5' · Кейти Маклин 5' | Голы | Портия Вудман 2', 7+', 9' · Руби Туи 6' · Хуриана Мануэль 11' · Тайла Натан-Вонг 3' 6' 7+' 9' 11' |

Матч за 3-е место
| 8 августа 2016 18:30 UTC-3 | \| Канада \| 33:10 (26:5, 7:5) Протокол \| Великобритания \| \| Карен Пакен 3' · Жислен Ландри 7', 17' · Бьянка Фарелла 9' · Келли Расселл 10+' · Жислен Ландри 3', 7', 10+', 17' · Жислен Ландри 9' \| Голы \| Дэниэла Уотерман 5' · Джасмин Джойс 14' · Кэти Маклин 5' · Элис Ричардсон 14' \| | Стадион Деодоро, Рио-де-Жанейро Судьи: Эми Перретт                            |
| Канада | 33:10 (26:5, 7:5) Протокол | Великобритания                                                                |
| Карен Пакен 3' · Жислен Ландри 7', 17' · Бьянка Фарелла 9' · Келли Расселл 10+' · Жислен Ландри 3', 7', 10+', 17' · Жислен Ландри 9' | Голы | Дэниэла Уотерман 5' · Джасмин Джойс 14' · Кэти Маклин 5' · Элис Ричардсон 14' |

Итог: по результатам олимпийского турнира женская сборная Великобритании по регби-7 заняла 4-е место.

### Современное пятиборье
Современное пятиборье включает в себя: стрельбу, плавание, фехтование, верховую езду и бег. Как и на предыдущих Играх бег и стрельба были объединены в один вид — комбайн. В комбайне спортсмены стартовали с гандикапом, набранным за предыдущие три дисциплины (4 очка = 1 секунда). Олимпийским чемпионом становится спортсмен, который пересекает финишную линию первым.
Мужчины
| Соревнование      | Спортсмены  | Фехтование | Фехтование | Фехтование | Плавание | Плавание | Плавание | Верховая езда | Верховая езда | Верховая езда | Комбайн | Комбайн | Комбайн | Всего     | Всего |
| Соревнование      | Спортсмены  | Побед      | Очки       | Место      | Время    | Очки     | Место    | Штраф         | Очки          | Место         | Время   | Очки    | Место   | Результат | Место |
| ----------------- | ----------- | ---------- | ---------- | ---------- | -------- | -------- | -------- | ------------- | ------------- | ------------- | ------- | ------- | ------- | --------- | ----- |
| личное первенство | Джозеф Чунг |            |            |            |          |          |          |               |               |               |         |         |         |           |       |
| личное первенство | Джейми Кук  |            |            |            |          |          |          |               |               |               |         |         |         |           |       |

Женщины
| Соревнование      | Спортсмены     | Фехтование | Фехтование | Фехтование | Плавание | Плавание | Плавание | Верховая езда | Верховая езда | Верховая езда | Комбайн | Комбайн | Комбайн | Всего     | Всего |
| Соревнование      | Спортсмены     | Побед      | Очки       | Место      | Время    | Очки     | Место    | Штраф         | Очки          | Место         | Время   | Очки    | Место   | Результат | Место |
| ----------------- | -------------- | ---------- | ---------- | ---------- | -------- | -------- | -------- | ------------- | ------------- | ------------- | ------- | ------- | ------- | --------- | ----- |
| личное первенство | Саманта Маррей |            |            |            |          |          |          |               |               |               |         |         |         |           |       |
| личное первенство | Кейт Френч     |            |            |            |          |          |          |               |               |               |         |         |         |           |       |

### Стрельба
В январе 2013 года Международная федерация спортивной стрельбы приняла новые правила проведения соревнований на 2013—2016 года, которые, в частности, изменили порядок проведения финалов. Во многих дисциплинах спортсмены, прошедшие в финал, теперь начинают решающий раунд без очков, набранных в квалификации, а финал проходит по системе с выбыванием. Также в финалах после каждого раунда стрельбы из дальнейшей борьбы выбывает спортсмен с наименьшим количеством баллов. В скоростном пистолете решающие поединки проходят по системе попал-промах. В стендовой стрельбе добавился полуфинальный раунд, где определяются по два участника финального матча и поединка за третье место.
Мужчины
| Соревнование | Спортсмены   | Квалификация | Квалификация | Полуфинал | Полуфинал | Финал                    | Финал |
| Соревнование | Спортсмены   | Результат    | Место        | Результат | Место     | Соперник/ Результат      | Место |
| ------------ | ------------ | ------------ | ------------ | --------- | --------- | ------------------------ | ----- |
| трап         | Эдвард Линг  | 120          | 2 Q          | 123       | 4 QB      | CZEД. Костелецкий В 13:9 | 3     |
| дубль-трап   | Стивен Скотт | 138          | 4 Q          | 262       | 4 QB      | GBRТ. Нил В 30:28        | 3     |
| дубль-трап   | Тимоти Нил   | 139          | 3 Q          | 262       | 3 QB      | GBRС. Скотт П 28:30      | 4     |

Женщины
| Соревнование                          | Спортсмены         | Квалификация | Квалификация | Полуфинал     | Полуфинал     | Финал                 | Финал                 |
| Соревнование                          | Спортсмены         | Результат    | Место        | Результат     | Место         | Соперник/ Результат   | Место                 |
| ------------------------------------- | ------------------ | ------------ | ------------ | ------------- | ------------- | --------------------- | --------------------- |
| пневматическая винтовка, 10 метров    | Дженнифер Макинтош | 414,7        | 15           | не проводится | не проводится | завершила выступление | завершила выступление |
| винтовка из трёх положений, 50 метров | Дженнифер Макинтош |              |              | не проводится | не проводится |                       |                       |
| скит                                  | Елена Аллен        |              |              |               |               |                       |                       |
| скит                                  | Эмбер Хилл         |              |              |               |               |                       |                       |

### Стрельба из лука
В квалификации соревнований лучники выполняют 12 серий выстрелов по 6 стрел с расстояния 70-ти метров. По итогам предварительного раунда составляется сетка плей-офф, где в 1/32 финала 1-й номер посева встречается с 64-м, 2-й с 63-м и.т.д. В поединках на выбывание спортсмены выполняют по три выстрела. Участник, набравший за эту серию больше очков получает 2 очка. Если же оба лучника набрали одинаковое количество баллов, то они получают по одному очку. Победителем пары становится лучник, первым набравший 6 очков.
Мужчины
| Соревнование              | Спортсмены     | Квалификация | Квалификация | 1/32 финала                  | 1/16 финала              | 1/8 финала           | Четвертьфинал        | Полуфинал            | Финал                | Место |
| Соревнование              | Спортсмены     | Результат    | Место        | Соперник Результат           | Соперник Результат       | Соперник Результат   | Соперник Результат   | Соперник Результат   | Соперник Результат   | Место |
| ------------------------- | -------------- | ------------ | ------------ | ---------------------------- | ------------------------ | -------------------- | -------------------- | -------------------- | -------------------- | ----- |
| индивидуальное первенство | Патрик Хьюстон | 656          | 38           | NEDР. ван дер Вен (27) В 6:4 | KORКу Пон Чхан (6) П 0:6 | завершил выступление | завершил выступление | завершил выступление | завершил выступление | 17    |

Женщины
| Соревнование              | Спортсмены    | Квалификация | Квалификация | 1/32 финала                | 1/16 финала               | 1/8 финала                      | Четвертьфинал      | Полуфинал          | Финал              | Место |
| Соревнование              | Спортсмены    | Результат    | Место        | Соперник Результат         | Соперник Результат        | Соперник Результат              | Соперник Результат | Соперник Результат | Соперник Результат | Место |
| ------------------------- | ------------- | ------------ | ------------ | -------------------------- | ------------------------- | ------------------------------- | ------------------ | ------------------ | ------------------ | ----- |
| индивидуальное первенство | Наоми Фолкард | 639          | 23           | INAИ. Рочмавати (42) В 6:5 | JPNК. Каванака (10) В 6:0 | BRAА.М. Гомес дос Сантос (26) : |                    |                    |                    |       |

### Теннис
Соревнования пройдут на кортах олимпийского теннисного центра. Теннисные матчи будут проходить на кортах с твёрдым покрытием DecoTurf, на которых также проходит и Открытый чемпионат США.
Мужчины
| Соревнование     | Спортсмены                    | 1/32 финала               | 1/16 финала                                    | 1/8 финала                    | Четвертьфинал                   | Полуфинал                 | Финал                                   | Место                 |
| Соревнование     | Спортсмены                    | Соперник Результат        | Соперник Результат                             | Соперник Результат            | Соперник Результат              | Соперник Результат        | Соперник Результат                      | Место                 |
| ---------------- | ----------------------------- | ------------------------- | ---------------------------------------------- | ----------------------------- | ------------------------------- | ------------------------- | --------------------------------------- | --------------------- |
| одиночный разряд | Энди Маррей (2)               | SRBВ. Троицки В 6:3, 6:2  | ARGХ. Монако В 6:3, 6:1                        | ITAФ. Фоньини В 6:1, 2:6, 6:3 | USAС. Джонсон В 6:0, 4:6, 77:62 | JPNК. Нисикори В 6:1, 6:4 | ARGХ.М. дель Потро В 7:5, 4:6, 6:2, 7:5 | 1                     |
| одиночный разряд | Кайл Эдмунд                   | AUSДж. Томпсон В 6:4, 6:2 | JPNТ. Даниэль П 4:6, 5:7                       | завершил выступление          | завершил выступление            | завершил выступление      | завершил выступление                    | завершил выступление  |
| парный разряд    | Джейми Маррей Энди Маррей (2) | не проводится             | BRAТ. Беллуччи / А. Са П 66:7, 614:7           | завершили выступление         | завершили выступление           | завершили выступление     | завершили выступление                   | завершили выступление |
| парный разряд    | Доминик Инглот Колин Флеминг  | не проводится             | MEXС. Гонсалес / М. А. Рейес-Варела П 3:6, 0:6 | завершили выступление         | завершили выступление           | завершили выступление     | завершили выступление                   | завершили выступление |

Женщины
| Соревнование     | Спортсмены                 | 1/32 финала                  | 1/16 финала                          | 1/8 финала                                         | Четвертьфинал         | Полуфинал             | Финал                 | Место                 |
| Соревнование     | Спортсмены                 | Соперник Результат           | Соперник Результат                   | Соперник Результат                                 | Соперник Результат    | Соперник Результат    | Соперник Результат    | Место                 |
| ---------------- | -------------------------- | ---------------------------- | ------------------------------------ | -------------------------------------------------- | --------------------- | --------------------- | --------------------- | --------------------- |
| одиночный разряд | Йоханна Конта (10)         | LIEШ. Фогт В 6:3, 6:1        | FRAК. Гарсия В 6:2, 6:3              | RUSС. Кузнецова (8) В 3:6, 7:5, 7:5                | GERА. Кербер (2) :    |                       |                       |                       |
| одиночный разряд | Хезер Уотсон               | CHNПэн Шуай В 6:4, 65:7, 6:3 | UKRЭ. Свитолина (15) П 3:6, 6:1, 3:6 | завершила выступление                              | завершила выступление | завершила выступление | завершила выступление | завершила выступление |
| парный разряд    | Йоханна Конта Хезер Уотсон | не проводится                | SRBЕ. Янкович / А. Крунич В 6:2, 6:1 | TPEЧжань Хаоцин / Чжань Юнжань (3) П 6:3, 0:6, 4:6 | завершили выступление | завершили выступление | завершили выступление | завершили выступление |

### Триатлон
Соревнования по триатлону пройдут на территории форта Копакабана. Дистанция состоит из 3-х этапов — плавание (1,5 км), велоспорт (43 км), бег (10 км).
Мужчины
| Соревнование              | Спортсмены       | Плавание | Смена | Велоспорт | Смена | Бег | Итоговое время | Место | Отставание |
| ------------------------- | ---------------- | -------- | ----- | --------- | ----- | --- | -------------- | ----- | ---------- |
| индивидуальное первенство | Гордон Бенсон    |          |       |           |       |     |                |       |            |
| индивидуальное первенство | Алистер Браунли  |          |       |           |       |     |                |       |            |
| индивидуальное первенство | Джонатан Браунли |          |       |           |       |     |                |       |            |

Женщины
| Соревнование              | Спортсмены     | Плавание | Смена | Велоспорт | Смена | Бег | Итоговое время | Место | Отставание |
| ------------------------- | -------------- | -------- | ----- | --------- | ----- | --- | -------------- | ----- | ---------- |
| индивидуальное первенство | Хэлен Дженкинс |          |       |           |       |     |                |       |            |
| индивидуальное первенство | Нон Стэнфорд   |          |       |           |       |     |                |       |            |
| индивидуальное первенство | Викки Холланд  |          |       |           |       |     |                |       |            |

### Тхэквондо
Соревнования по тхэквондо проходят по системе с выбыванием. Для победы в турнире спортсмену необходимо одержать 4 победы. Тхэквондисты, проигравшие по ходу соревнований будущим финалистам, принимают участие в утешительном турнире за две бронзовые медали.
Мужчины
| Категория   | Спортсмены | Первый раунд       | Четвертьфинал      | Полуфинал          | Финал              | Место |
| Категория   | Спортсмены | Соперник Результат | Соперник Результат | Соперник Результат | Соперник Результат | Место |
| ----------- | ---------- | ------------------ | ------------------ | ------------------ | ------------------ | ----- |
| до 80 кг    |            |                    |                    |                    |                    |       |
| свыше 80 кг |            |                    |                    |                    |                    |       |

Женщины
| Категория   | Спортсмены | Первый раунд       | Четвертьфинал      | Полуфинал          | Финал              | Место |
| Категория   | Спортсмены | Соперник Результат | Соперник Результат | Соперник Результат | Соперник Результат | Место |
| ----------- | ---------- | ------------------ | ------------------ | ------------------ | ------------------ | ----- |
| до 57 кг    |            |                    |                    |                    |                    |       |
| свыше 67 кг |            |                    |                    |                    |                    |       |

### Тяжёлая атлетика
Каждый НОК самостоятельно выбирает категорию в которой выступит её тяжелоатлет. В рамках соревнований проводятся два упражнения — рывок и толчок. В каждом из упражнений спортсмену даётся 3 попытки. Победитель определяется по сумме двух упражнений. При равенстве результатов победа присуждается спортсмену, с меньшим собственным весом.
Мужчины
| Категория | Спортсмены | Вес | Рывок | Рывок | Рывок | Толчок | Толчок | Толчок | Всего | Место |
| Категория | Спортсмены | Вес | 1     | 2     | 3     | 1      | 2      | 3      | Всего | Место |
| --------- | ---------- | --- | ----- | ----- | ----- | ------ | ------ | ------ | ----- | ----- |
|           |            |     |       |       |       |        |        |        |       |       |

Женщины
| Категория | Спортсмены    | Вес   | Рывок | Рывок | Рывок | Толчок | Толчок | Толчок | Всего | Место |
| Категория | Спортсмены    | Вес   | 1     | 2     | 3     | 1      | 2      | 3      | Всего | Место |
| --------- | ------------- | ----- | ----- | ----- | ----- | ------ | ------ | ------ | ----- | ----- |
| до 69 кг  | Ребека Тайлер | 68,59 | 98    | 101   | 101   | 122    | 126    | 126    | 227   | 10    |

### Фехтование
В индивидуальных соревнованиях спортсмены сражаются три раунда по три минуты, либо до того момента, как один из спортсменов нанесёт 15 уколов. В командных соревнованиях поединок идёт 9 раундов по 3 минуты каждый, либо до 45 уколов. Если по окончании времени в поединке зафиксирован ничейный результат, то назначается дополнительная минута до «золотого» укола.
Мужчины
| Соревнование          | Спортсмены                               | 1/32 финала        | 1/16 финала                | 1/8 финала                 | Четвертьфинал               | Полуфинал                  | Финал                    | Место |
| Соревнование          | Спортсмены                               | Соперник Результат | Соперник Результат         | Соперник Результат         | Соперник Результат          | Соперник Результат         | Соперник Результат       | Место |
| --------------------- | ---------------------------------------- | ------------------ | -------------------------- | -------------------------- | --------------------------- | -------------------------- | ------------------------ | ----- |
| индивидуальная рапира | Ричард Круз (6)                          | Не участвовал      | ALGВ. Синтес (27) В 15:4   | ITAА. Кассара (22) В 15:12 | USAГ. Мейнхардт (3) В 15:13 | USAА. Массиалас (2) П 9:15 | За 3-е место             | 4     |
| индивидуальная рапира | Ричард Круз (6)                          | Не участвовал      | ALGВ. Синтес (27) В 15:4   | ITAА. Кассара (22) В 15:12 | USAГ. Мейнхардт (3) В 15:13 | USAА. Массиалас (2) П 9:15 | RUSТ. Сафин (12) П 13:15 | 4     |
| индивидуальная рапира | Джеймс Дэвис (5)                         | Не участвовал      | TUNМ. Фержани (28) В 15:7  | RUSТ. Сафин (12) П 13:15   | Завершил выступление        | Завершил выступление       | Завершил выступление     | 10    |
| индивидуальная рапира | Лоренс Холстед (20)                      | Не участвовал      | CHNЧэнь Хайвэй (13) П 9:15 | Завершил выступление       | Завершил выступление        | Завершил выступление       | Завершил выступление     | 22    |
| командная рапира      | Джеймс Дэвис Ричард Крузе Лоренс Холстед | Не проводится      | Не проводится              | Не проводится              |                             |                            |                          |       |

### Хоккей на траве

#### Мужчины
Мужская сборная Великобритании квалифицировалась на Игры по итогам полуфинала Мировой лиги 2014/15.
Состав
| Номер         | Имя     | Дата рождения | Рост, см | Вес, кг | Клуб    | Игры    | Голы    |
| Вратари       | Вратари | Вратари       | Вратари  | Вратари | Вратари | Вратари | Вратари |
| ------------- | ------- | ------------- | -------- | ------- | ------- | ------- | ------- |
|               |         |               |          |         |         |         |         |
| Защитники     |         |               |          |         |         |         |         |
|               |         |               |          |         |         |         |         |
| Полузащитники |         |               |          |         |         |         |         |
|               |         |               |          |         |         |         |         |
| Нападающие    |         |               |          |         |         |         |         |
|               |         |               |          |         |         |         |         |

| Имя           | Гражданство    | Дата рождения |
| ------------- | -------------- | ------------- |
| Бобби Кратчли | Великобритания |               |

Результаты
Групповой этап (Группа A)
| Место | Команда        | И | В | Н | П | ГЗ | ГП | +/- | Очки |
| ----- | -------------- | - | - | - | - | -- | -- | --- | ---- |
| 1     | Бельгия        | 5 | 4 | 0 | 1 | 21 | 5  | +16 | 12   |
| 2     | Испания        | 5 | 3 | 1 | 1 | 13 | 6  | +7  | 10   |
| 3     | Австралия      | 5 | 3 | 0 | 2 | 13 | 4  | +9  | 9    |
| 4     | Новая Зеландия | 5 | 2 | 1 | 2 | 17 | 8  | +9  | 7    |
| 5     | Великобритания | 5 | 1 | 2 | 2 | 14 | 10 | +4  | 5    |
| 6     | Бразилия       | 5 | 0 | 0 | 5 | 1  | 46 | -45 | 0    |

| 6 августа 2016 12:30 UTC-3                                                 | \| Бельгия \| 4:1 (1:0, 0:1, 2:0, 1:0) Протокол \| Великобритания \| \| Жером Трюйенс 5' · Тонгуй Косинс 32' · Симон Жунар 35' · Седрик Шарлье 56' \| Голы \| Ник Кейтлин 28' \| | Олимпийский хоккейный центр, Рио-де-Жанейро Судьи: Джон Райт, Кун ван Бунге |
| Бельгия                                                                    | 4:1 (1:0, 0:1, 2:0, 1:0) Протокол | Великобритания                                                              |
| Жером Трюйенс 5' · Тонгуй Косинс 32' · Симон Жунар 35' · Седрик Шарлье 56' | Голы | Ник Кейтлин 28'                                                             |

| 7 августа 2016 17:00 UTC-3           | \| Великобритания \| 2:2 (1:1, 1:1, 0:0, 0:0) Протокол \| Новая Зеландия \| \| Дэвид Кондон 2' · Барри Миддлтон 25' \| Голы \| Кейн Расселл 14' · Хейден Филлипс 19' \| | Олимпийский хоккейный центр, Рио-де-Жанейро Судьи: Марцин Грохаль, Лим Хун Чжэнь |
| Великобритания                       | 2:2 (1:1, 1:1, 0:0, 0:0) Протокол | Новая Зеландия                                                                   |
| Дэвид Кондон 2' · Барри Миддлтон 25' | Голы | Кейн Расселл 14' · Хейден Филлипс 19'                                            |

| 9 августа 2016 18:00 UTC-3 | \| Бразилия \| 1:9 (1:2, 0:1, 0:1, 0:5) Протокол \| Великобритания \| \| Стивен Смит 4' \| Голы \| Адам Диксон 9' · Барри Миддлтон 12', 54' · Эшли Джексон 27', 57' · Гарри Мартин 37' · Сэм Уорд 47', 59' · Марк Глегхорн 56' \| | Олимпийский хоккейный центр, Рио-де-Жанейро Судьи: Чжэнь Дэкан Кун ван Бунге                                                |
| Бразилия                   | 1:9 (1:2, 0:1, 0:1, 0:5) Протокол | Великобритания |
| Стивен Смит 4'             | Голы | Адам Диксон 9' · Барри Миддлтон 12', 54' · Эшли Джексон 27', 57' · Гарри Мартин 37' · Сэм Уорд 47', 59' · Марк Глегхорн 56' |

| 10 августа 2016 20:30 UTC-3 | \| Великобритания \| \| Австралия \| | Олимпийский хоккейный центр, Рио-де-Жанейро |
| Великобритания              |                                      | Австралия                                   |

| 12 августа 2016 17:00 UTC-3 | \| Великобритания \| \| Испания \| | Олимпийский хоккейный центр, Рио-де-Жанейро |
| Великобритания              |                                    | Испания                                     |

#### Женщины
Женская сборная Великобритании квалифицировалась на Игры, завоевав золотые медали на чемпионате Европы 2015 года.
Состав
Результат
Групповой этап (Группа B)
| Место | Команда        | И | В | Н | П | ГЗ | ГП | +/- | Очки |
| ----- | -------------- | - | - | - | - | -- | -- | --- | ---- |
| 1     | Великобритания | 5 | 5 | 0 | 0 | 12 | 4  | +8  | 15   |
| 2     | США            | 5 | 4 | 0 | 1 | 14 | 5  | +9  | 12   |
| 3     | Австралия      | 5 | 3 | 0 | 2 | 11 | 5  | +6  | 9    |
| 4     | Аргентина      | 5 | 2 | 0 | 3 | 12 | 6  | +6  | 6    |
| 5     | Япония         | 5 | 0 | 1 | 4 | 3  | 16 | -13 | 1    |
| 6     | Индия          | 5 | 0 | 1 | 4 | 3  | 19 | -16 | 1    |

| 6 августа 2016 20:30 UTC-3        | \| Великобритания \| 2:1 (0:0, 1:0, 1:1, 0:0) Протокол \| Австралия \| \| Лили Оусли 26' · Алекс Дэнсон 43' \| Голы \| Джорджина Морган 33' \| | Олимпийский хоккейный центр, Рио-де-Жанейро Судьи: Лорен Дельфорж, Ирен Пресенки |
| Великобритания                    | 2:1 (0:0, 1:0, 1:1, 0:0) Протокол | Австралия                                                                        |
| Лили Оусли 26' · Алекс Дэнсон 43' | Голы | Джорджина Морган 33'                                                             |

| 8 августа 2016 18:00 UTC-3 | \| Индия \| 0:3 (0:0, 0:2, 0:1, 0:0) Протокол \| Великобритания \| \| \| Голы \| Джизель Энсли 25' · Никола Уайт 27' · Алекс Дэнсон 33' \| | Олимпийский хоккейный центр, Рио-де-Жанейро Судьи: Тиэко Сома Эми Бакстер |
| Индия                      | 0:3 (0:0, 0:2, 0:1, 0:0) Протокол | Великобритания                                                            |
|                            | Голы | Джизель Энсли 25' · Никола Уайт 27' · Алекс Дэнсон 33'                    |

| 10 августа 2016 13:30 UTC-3                   | \| Великобритания \| 3:2 (0:0, 2:0, 1:2, 0:0) Протокол \| Аргентина \| \| Хелен Ричардсон-Уолш 23', 25' · Софи Брэй 38' \| Голы \| Флоренсия Абиф 41', 42' \| | Олимпийский хоккейный центр, Рио-де-Жанейро Судьи: Михелле Майстер Мяо Линь |
| Великобритания                                | 3:2 (0:0, 2:0, 1:2, 0:0) Протокол | Аргентина                                                                   |
| Хелен Ричардсон-Уолш 23', 25' · Софи Брэй 38' | Голы | Флоренсия Абиф 41', 42'                                                     |

| 11 августа 2016 20:30 UTC-3 | \| Япония \| \| Великобритания \| | Олимпийский хоккейный центр, Рио-де-Жанейро |
| Япония                      |                                   | Великобритания                              |

| 13 августа 2016 18:00 UTC-3 | \| Великобритания \| \| США \| | Олимпийский хоккейный центр, Рио-де-Жанейро |
| Великобритания              |                                | США                                         |